# ゾイドワイルドのゾイド一覧
ゾイドワイルドのゾイド一覧（ゾイドワイルドのゾイドいちらん）は、タカラトミーから発売されている玩具『ゾイド』シリーズの第3期「ゾイドワイルド」に登場する架空の生物（金属生命体）の一覧。

## 概要
ゾイドシリーズは、1983年から当時のトミーが発売した組み立て玩具シリーズで、ゾイドは動物や恐竜などをモチーフとした架空の生物兼兵器と設定されている。2018年からは、現在のタカラトミーがゾイド第3期シリーズと位置づける『ゾイドワイルド』が玩具・アニメ・漫画などのメディアミックスで展開されている。
ゾイドワイルドシリーズで発売されたゾイドは、玩具としてリアルムービングキットと名付けられており、ZWナンバーが振られている。旧来（ゾイドシリーズ第1〜2期）のゾイドも巨大・大型・中型・小型と緩やかながらサイズごとに分類されていたが、ZWナンバーのゾイドについてはXL型・L型・M型・S型とサイズによるクラス分けが明示された。アニメや漫画などの作品世界によっては同一のゾイドでも所属や設定が異なる場合があるが、本項ではゾイドワイルドシリーズで発売されたゾイドをZWナンバーの順に掲載する。なお表記の抜けているナンバーは改造武器セットである。
なお、ゾイドの設定（能力・生態に関する記述）のうち、個別の出典が付されていないものは公式サイトや当該キットのパッケージ表記および同梱の「復元の書」の解説に基づいている。

## ZW01 ワイルドライガー
| ワイルドライガー WILD LIGER | ワイルドライガー WILD LIGER                                                                                |
| --------------------------- | --- |
| 番号                        | （通常）ZW01 （覚醒）ZW15                                                                                  |
| 所属                        | フリーダム団                                                                                               |
| 種族                        | ライオン種                                                                                                 |
| 骨格分類                    | 4足獣骨格                                                                                                  |
| サイズ／動力                | M型／モーター動力                                                                                          |
| 本能解放技                  | キングオブクロー                                                                                           |
| 発掘地域                    | 不明 |
| 全長                        | 8.4m |
| 全高                        | 4.5m |
| 体重                        | 48.0t |
| 最大スピード                | （通常）205km/h （覚醒）246km/h                                                                            |
| IQ                          | 95 |
| ライダー                    | アラシ（アニメ・漫画）                                                                                     |
| 能力チャート表              | （通常・覚醒） スピード 7・9 アタック 9・10 IQ 7・7 スタミナ 7・5 ディフェンス 7・5 ワイルドブラスト 9・10 |

ライオン種。発掘地域：不明。本能解放技：キングオブクロー。
非常に高い戦闘能力を誇るライオン種ゾイド。生息地域も発掘場所も不明とされ、唯一無二の伝説のゾイドとまで言われている。
あらゆる希少種のゾイドの中でも特にレアな「ゾイドの王と呼ばれる伝説のライオン種」として、少なくても半世紀前より以前に絶滅したと思われていた。中型ゾイド100機と渡り合えるほどの戦闘力があるとされ、少なくても1,000体を単機で破壊したと言われている。デスメタル帝国が復元したものだが、逃亡していた途中でアラシと出会いパートナーとなる。
アニメでは、アラシを冷たくあしらって多少の危機でも放置する場面も多々見られるが、漫画では、キャビアの騙し討ちから身を挺して守ったり、小動物を助けようとして窮地に陥ったアラシを救うなど、信頼関係を築いている。水中でガブリゲーターと戦った漫画第4話で「キングオブクロースクリュー」なる技を繰り出している。さらに、アニメ第22話ではつむじ風をヒントにひねりで力を増し加えた「キングオブクロー・スパイラル」という新しい技を獲得している。
最終話で古代秘宝Zの正体であるデスレックスを止められる希望のゾイドであることが判明。
アニメ『ゾイドワイルド』では主人公ゾイドとなり、キットの販売素も他を大きく引き離してシリーズ1位の売れ行きである（2019年8月時点）。
武装・装備
牙
金色の牙は、ダイヤモンドを軽々と砕くほどのパワーがある。
爪
牙と同じく金色で、怒ると鋭くなり磨かれたように光る。
起動骨（きどうこつ）
腰部にあるゾイドに刺激を与える骨。
尻尾
先端部が鋭い鉤爪状になっており、威嚇する時にも使える。
ブルーフリル
頭部の青いタテガミの部分で、空気抵抗の調節や感覚器などの役割がある。
咆哮砲（ほうこうほう）
口腔内にあり、吠え声を拡張する仕組み。アニメ38話ではトリュフの推測によればディメパルサーのマッドオクテットを遮る能力がある可能性がある。
タテガミクロー
背面にある三対の武器で、タテガミが鋭い爪状に変化したもの。本能開放時に前方に展開して、キングオブクローとして敵を切り裂く。
放熱フィン
脚部にあり、体に蓄積した熱を放出する部位。

劇中の活躍
ゾイドワイルド（アニメ・漫画）
主人公アラシの相棒として第1話より登場。

### ワイルドライガーのバリエーション
覚醒ワイルドライガー
ワイルドライガーとライダーの絆が限界域を超えると覚醒して、スピードとタテガミクローの超硬度化による本能解放のパワーが向上する。ただし、それと引き替えに能力チャート上ではスタミナとディフェンスが低下している。
基本的なカラーパターン（アーマー部がブルー・ホワイト、牙・爪・タテガミクローはゴールド）は通常版と変わないものの、より格好良いブルーメタリック・パールホワイト・ゴールド（ラメ風に光沢のあるゴールド塗装、タテガミクローは金メッキ仕様）になった。また、覚醒したメカユニットは赤色になり通常版の1.2倍の速さになっている。
「ZW15 覚醒ワイルドライガー」の商品仕様は、キットパッケージに「SPECIAL EDITION WILD LIGER」と表記され、描き下ろし漫画などを収録したスペシャルブック「コロコロコミック特別編集 ZOIDS WILD WORLD GUIDE」を特典として同梱。ただし、復元の書はZW01ワイルドライガーのものと同一。

ファングライガー
3本のタテガミクローのうち、左右の2本をツインドファングに換装したワイルドライガーのカスタム機。
本能解放時は、ワイルドライガーのパワーと電撃を帯びたツインドファングの相乗効果により、超絶な攻撃力を発揮する。
漫画では、デスレックスに敗れたファングタイガーのツインドファングを入手したフォアグラが、デスメタル軍の武器パーツとして使えるよう加工するためにペンネのゾイド工房に持ち込まれるが、ペンネがワイルドライガーに移植・改造して誕生した。
公式の改造方法としては、コロコロコミック2019年2月号に付録した引換券により指定販売店で先着入手できる「ツインドファングパーツ」と、キャンペーン中に指定金額以上の購入で貰える「Zキャップ シュプリームゴールドバージョン」を装着する。

ワイルドライガートリケラドゴスコーデバージョン
トリケラドゴスのアーマーを四肢に取り付けている。タカラトミー担当者による公式カスタマイズ。
ワイルドライガー金剛
アーマーが金色、ボーンが砲金色（つつがねいろ／ガンメタリック）、Zキャップが緑色になったカラーバリエーション機。太古に巨大な悪の力を封印したワイルドライガーとされ、金色のアーマーはノーマル機より攻撃力が強化されており、砲金色のボーンはその攻撃力に耐えうる強靱さがあるとされる。
覚醒ワイルドライガー紅蓮Ver.
アーマーの青い部分がクリアレッド、牙・爪・クローの部分はゴールドになった覚醒ワイルドライガーのカラーバリエーション。
コロコロコミック2018年10月号の読者に抽選プレゼントとなった限定版で、次世代ワールドホビーフェア‘19Winterでもイベント限定販売された。

ワイルドライガー イーヴィル
| ワイルドライガー イーヴィル WILD LIGER EVIL[15] | ワイルドライガー イーヴィル WILD LIGER EVIL[15] |
| ----------------------------------------------- | ----------------------------------------------- |
| 種族                                            | ライオン種[15]                                  |
伝説の亜種とされるワイルドライガー。通常種のワイルドライガーでは白と青のアーマー部が、黒と赤に変わっている。気位の高さから人を寄せ付け無いどころか、他の種族全てを恨むような凶暴性が報告されており、凶暴種とまで呼ばれている。あるころから、ワイルド大陸の各地で目撃されるようになった。
ゲーム『ゾイドワイルド キングオブブラスト』の早期購入者特典して、黒と赤の換装パーツおよび『ゾイドワイルド バトルカードハンター』用の限定ゾイドカードが付属している。

ワイルドライガー ブレード
ゲーム『ゾイドワイルド バトルカードハンター』の第1弾に実装された青いワイルドライガー。
2019年3月21日から期間・数量限定でワイルドライガーブレードの発掘に成功すると「アーマーパーツ」が入手できる。

コマンドライガー
| コマンドライガー COMMAND LIGER | コマンドライガー COMMAND LIGER                                                                                    |
| ------------------------------ | --- |
| 所属                           | ヘラクレイム王国[18]                                                                                              |
| 種族                           | ライオン種 |
| 全長                           | 8.4m[18] |
| 全高                           | 4.5m[18] |
| 重量                           | 50t[18] |
| 速度                           | 時速200km[18] |
| 武装                           | 8000メガワット級電磁ソードx1[18] 45ミリ対Z速射砲x2[18] 8連ロケットランチャーx2[18] スモークディスチャージャー[18] |
ゾイドワイルドバトルウォーズに登場するヘラクレイム王国軍の主力戦闘ゾイド。特にコマンド部隊に所属する機体は、決戦用ゾイドの中でも精鋭として知られている。カラーリングは市街地戦に適した都市迷彩で、背部に電磁ソード（または電磁ブレード）とスモークディスチャージャー、両前脚に速射砲、両後脚にロケットランチャーを装備する。この電磁ソードは、極秘技術で作られた最強クラスの特殊兵装（コマンド装備）で、本能解放により使用する。
劇中の活躍
ZOIDS WILD Eastern Front
初登場となる短編特撮動画作品。王国軍所属のガノンタス中隊を壊滅させたデスレックスバスター迎撃のために出撃、終盤でデスレックスバスターと対峙した。
ゾイドバトルカードハンター
2019年8月の期間限定ボスバトルで実装。

ワイルドライガー改
| ワイルドライガー改 | ワイルドライガー改                                                   |
| ------------------ | -------------------------------------------------------------------- |
| 所属               | 共和国                                                               |
| 種族               | ライオン種                                                           |
| ライダー           | ディアス（ZERO）                                                     |
| 武装               | 9連キャノン砲x1[22] A-Z対空速射砲x2[22] A-Z3連チャージミサイルx2[22] |
『ゾイドワイルドZERO』に登場する共和国軍のワイルドライガー。劇中では「ワイルドライガー改」、公式Twitterでは「ディアス騎乗ver.」、公式配布冊子では「ディアス中佐専用ワイルドライガー」と呼称されている。
火器を持っていなかった通常タイプと大きく異なり、タテガミクロー（WBユニット）に換えて搭載されたキャノンブルの9連キャノン砲（MBユニット）や、その両側面にはA-Z対空速射砲を装備するなど、大幅に武装が強化されている。ワイルドライガーの機動力とキャノンブルの火力のいいとこ取りの改造機で、9連キャノン砲の使用は進化解放で行う。カラーは濃淡のグレーで、軍用仕様らしい色になっている。 
劇中の活躍
ゾイドワイルドZERO
トリケラドゴス改を失ったディアス中佐の機体として第24話から登場し、対オメガレックス戦の最前線に立つ。当初は、共和国軍が秘密裏に開発していた試作兵器グラビティキャノンユニットを装備・運用する計画もあった。ゼログライジスが復活した際、正式にグラビティキャノンを装備し放ったが、ゼログライジスに対しては無力であった。
ワイルドライガー黒王
『北斗の拳』40周年記念とのコラボ。
ラオウの愛馬、黒王号をモチーフとしている。ラオウのアクリルスタンドが付属。

## ZW02 ギルラプター
| ギルラプター GILRAPTOR | ギルラプター GILRAPTOR                                                  |
| ---------------------- | ----------------------------------------------------------------------- |
| 番号                   | ZW02                                                                    |
| 所属                   | デスメタル帝国                                                          |
| 種族                   | ディノニクス種                                                          |
| 骨格分類               | 2足恐竜骨格                                                             |
| サイズ／動力           | M型／モーター動力                                                       |
| 本能解放技             | 瞬撃殺                                                                  |
| 発掘地域               | ワイルド大陸 鉱山地帯                                                   |
| 全長                   | 8.4m                                                                    |
| 全高                   | 4.5m                                                                    |
| 体重                   | 35.2t                                                                   |
| 最大スピード           | 259km/h                                                                 |
| IQ                     | 102                                                                     |
| ライダー               | ドレイク（アニメ・漫画）                                                |
| 能力チャート表         | スピード 9 アタック 7 IQ 7 スタミナ 7 ディフェンス 5 ワイルドブラスト 8 |

ディノニクス種。発掘地域：鉱山地帯。本能解放技：瞬撃殺、音速殺（しゅんげきさつ、おんそくさつ）。
バネ性能に優れた脚とジェットブースターを活かした高速移動を得意とするゾイド。その脚と軽量かつ複雑な装甲のせいで、発掘当初は復元が難しかったらしい。
アニメではドレイクが搭乗する。身軽で攻撃力が高いことから短期決戦に特化したゾイドで、非常に好戦的で執念深い。素早く走って敵や障害物を切り刻む姿から「疾風の竜爪（りゅうそう）」という異名を持つ。黒い身体（骨格）に赤い外装と銀色の牙や爪を持つが、オニギリは「赤いギルラプターは珍しい」と説明している。希少種。優しい部分も兼ね備えており、27話ではデスブラストを自分から解除したり、捨てられてもなお彼の元まで戻ってくるなど常にドレイクに気遣っていた。
武装・装備
ジェットブースター
背中の赤い装甲の内側にあり、勢いよく噴射して、一時的に猛烈な勢いの加速を可能にする。
瞬撃殺は、ジェットブースターで高速移動しつつ無数の鎌鼬で敵を切り刻む技である。
ウイングショーテル
背中の赤い装甲に格納された、1対のブレード。本能解放時には左右へ展開し、敵ゾイドを切り裂く。
ヘッドレーダー
頭部の鶏冠。湿度や風の流れを感じ取る感覚器官。
鉤爪
ギルラプターの両足の鉤爪（シックルクロー）。
尻尾
ギルラプターの尾部。

劇中の活躍
ゾイドワイルド（アニメ・漫画）
ドレイクの乗機として登場。
ゾイドワイルドZERO
21世紀初頭の地球で発生したゾイドクライシスでは白いギルラプターが出現している。帝国軍所属機が第2話で初登場。両脇に火器を装備し、サーチライトや照明弾も所持している。小隊を組んでバズートルの夜間演習の対戦相手となった。帝国軍以外では、ジャンク屋が保有している。ジェノスピノと同じ赤いボディに黒いアーマーの機体が、ジェノスピノの随伴部隊として登場。

### ギルラプターのバリエーション
ギルラプター（指揮官機）
| ギルラプター（指揮官機）[注 2] GILRAPTOR | ギルラプター（指揮官機）[注 2] GILRAPTOR                                |
| ---------------------------------------- | ----------------------------------------------------------------------- |
| 番号                                     | ZW22                                                                    |
| 所属                                     | デスメタル帝国                                                          |
| 種族                                     | ディノニクス種                                                          |
| 骨格分類                                 | 2足恐竜骨格[4]                                                          |
| サイズ／動力                             | M型／モーター動力                                                       |
| 本能解放技                               | 真・瞬撃殺                                                              |
| 発掘地域                                 | ワイルド大陸 鉱山地帯                                                   |
| 全長                                     | 8.4m                                                                    |
| 全高                                     | 4.5m                                                                    |
| 体重                                     | 35.2t                                                                   |
| 最大スピード                             | 265km/h                                                                 |
| IQ                                       | 108                                                                     |
| ライダー                                 | ギャラガー（アニメ・漫画）                                              |
| 能力チャート表                           | スピード 9 アタック 8 IQ 8 スタミナ 7 ディフェンス 6 ワイルドブラスト 8 |
ギャラガーが乗るギルラプターで、ギャラガー専用ギルラプターとも呼ばれる。地中での突然変異により骨の色が変化しており、紫銀色（しぎんいろ）と名付けられた美しい紫色の骨格を持つ。外装は黒色、牙や爪などは金色。紫銀色の骨格は高硬度であるため能力も向上しており、主に指揮官機として使用される。また、骨格自体も希少な宝飾品として高値で取引されるという。第21話でのフリーダム団とシュプリーム団との戦闘で機能停止まで陥るが、兵士たちが数か月をかけて修理するも既に関節部分が致命的であり、次にデスブラストをすれば完全に機能停止するほど弱まっていた。使えないと判断したギャラガーはドレイクにスクラップを命じるが、レジスタンスのメンテナンス工場援軍要請の際ドレイクに同行。オニギリの静止にもかかわらずデスブラストされ、最後はメンテナンス工場と共に兵器として散っていった。またドレイクの仇でもあり、後述の白いギルラプターを倒したことがあり、ドレイクは復讐を兼ねて破壊している。

ギルラプター（白）
幼少期のドレイクが昔乗っていた白いギルラプター。川におぼれそうなドレイクを助けたりするなど優しい面もあるが、デスメタルの真実を知り逃亡しているところをギャラガーに捕まり、前述のギャラガーのギルラプターに殺害されそうなドレイクを庇って倒され、そのままデスレックスに捕食されてしまった。これによりドレイクと先述の赤いギルラプターは敵であるギャラガーに絶対服従しなければならなくなってしまう。

ギルラプター レアボーン
| ギルラプター レアボーン | ギルラプター レアボーン                                                 |
| ----------------------- | ----------------------------------------------------------------------- |
| 番号                    | ZW02                                                                    |
| 種族                    | ディノニクス種                                                          |
| サイズ／動力            | M型／モーター動力                                                       |
| 本能解放技              | 瞬撃殺                                                                  |
| 発掘地域                | ワイルド大陸 鉱山地帯                                                   |
| 全長                    | 8.4m                                                                    |
| 全高                    | 4.5m                                                                    |
| 体重                    | 35.2t                                                                   |
| 最大スピード            | 259km/h                                                                 |
| IQ                      | 102                                                                     |
| 能力チャート表          | スピード 9 アタック 7 IQ 7 スタミナ 7 ディフェンス 5 ワイルドブラスト 8 |
恐竜博2019のコラボレーション製品となる限定カラー版ギルラプター。恐竜博の先行販売では完売したが、同年10月より店舗・数量限定で一般販売された。
ボーンカラーと呼ばれる濃淡のブラウン系の色をしている個体で、敵から見つかりやすい反面、通常種より強い警戒心と回避能力があるとされる。

ギルラプターデストロイ
| ギルラプターデストロイ | ギルラプターデストロイ                                                                         |
| ---------------------- | ---------------------------------------------------------------------------------------------- |
| 種族                   | ディノニクス種                                                                                 |
| 武装                   | メガランスx2[28] オートソーx2[28] A-Zインパクトレーザーガンx4[28] ロングアサルトキャノン×2[28] |
タカラトミー公式の改造例。改造に使用しているパーツは「コマンドアタッカーユニット」。
メガランスを追加装備して、高速性能を誇るギルラプターの一撃離脱戦能力を向上させた改造機。メガランスはロングアサルトキャノンの先端に装備されているため長いリーチがあるが、長距離攻撃を行う場合にはメガランス部を着脱する必要がある。両腕部にはオートソーも装備している。アーマー部は、砂漠迷彩風のカラーリングとなっている。

## ZW03 カブター
| カブター KABTOR | カブター KABTOR                                                         |
| --------------- | ----------------------------------------------------------------------- |
| 番号            | ZW03                                                                    |
| 所属            | シュプリーム団                                                          |
| 種族            | カブトムシ種                                                            |
| 骨格分類        | 6足虫骨格                                                               |
| サイズ／動力    | S型／ゼンマイ動力                                                       |
| 本能解放技      | メリケンストライク                                                      |
| 発掘地域        | ワイルド大陸 密林地帯                                                   |
| 全長            | 5.2m                                                                    |
| 全高            | 2.1m                                                                    |
| 体重            | 9.0t                                                                    |
| 最大スピード    | 124km/h                                                                 |
| IQ              | 42                                                                      |
| ライダー        | キャンディ（アニメ） ソース（アニメ）                                   |
| 能力チャート表  | スピード 5 アタック 7 IQ 3 スタミナ 6 ディフェンス 5 ワイルドブラスト 5 |

カブトムシ種。発掘地域：密林地帯。本能解放技：メリケンストライク。
小型ゾイドながら自分より大きなものを持ち上げる力があり、戦闘・偵察のどちらもこなす。夜行性。
武装・装備
頭角（とうかく）
頭部の前方に突き出した角。物を持ち上げる能力に特化している。
胸角（きょうかく）
胸部の上にある小さな角。突き刺したり挟んだりする能力に特化している。ギガントホーンの一部を形成する。
触角
感覚器官。
脚
三対の歩脚。サスペンション構造により踏ん張りが効く。
ギガントホーン
本能解放時に胸角が展開して現れる巨大な角。投げ飛ばした敵に突き刺してトドメを刺す強力な武器。
ジェット噴射口
飛行時にジェット噴射を行う器官。下方と後方に噴射することで推進力を得ている。
ウイング
飛行時にステアリングの働きをするフレーム状の翅。特殊な膜を張ることで空気抵抗を得ていると考えられている。

劇中の活躍
ゾイドワイルド（アニメ）
ソースとキャンディのパートナー。キャンディの相棒のカブターは、落雷などの理由で自然に復元した野生の個体だった。野生ゾイドとしても多数生息している。
ゾイドワイルドZERO
第1話冒頭のゾイドクライシスで複数機が出現した。

### カブターのバリエーション
カブターレアホワイト
| カブターレアホワイト[注 2] KABTOR RARE WHITE | カブターレアホワイト[注 2] KABTOR RARE WHITE                            |
| -------------------------------------------- | ----------------------------------------------------------------------- |
| 種族                                         | カブトムシ種                                                            |
| 骨格分類                                     | 6足虫骨格[4]                                                            |
| サイズ／動力                                 | S型／ゼンマイ動力                                                       |
| 本能解放技                                   | メリケンストライク                                                      |
| 発掘地域                                     | ワイルド大陸 密林地帯                                                   |
| 全長                                         | 5.2m                                                                    |
| 全高                                         | 2.1m                                                                    |
| 体重                                         | 9.0t                                                                    |
| 最大スピード                                 | 124km/h                                                                 |
| IQ                                           | 42                                                                      |
| 能力チャート表                               | スピード 5 アタック 7 IQ 3 スタミナ 6 ディフェンス 5 ワイルドブラスト 5 |
カラーバリエーションとなる白いカブター。羽根が十分に発達していないイクロージョンタイプなので、アーマー部が白っぽく、ボーン部の色も少し薄い。
次世代ワールドホビーフェア18‘Summerやコロツアー2018で小学生以下限定配布、アニメ放送開始記念キャンペーンで抽選配布された限定版。

カブター格闘戦強化仕様
| カブター格闘戦強化仕様 | カブター格闘戦強化仕様                                               |
| ---------------------- | -------------------------------------------------------------------- |
| 種族                   | カブトムシ種                                                         |
| 武装                   | メガランスx2[28] ボーンブレードx2[28] ロングアサルトキャノン×2[注 5] |
タカラトミー公式の改造例。追加装備には「コマンドアタッカーユニット」の一部が用いられている。
近接戦闘による前線突破のために格闘能力が大幅に強化されたカブター改造機。

## ZW04 スコーピア
| スコーピア SCORPEAR | スコーピア SCORPEAR                                                     |
| ------------------- | ----------------------------------------------------------------------- |
| 番号                | ZW04                                                                    |
| 所属                | フリーダム団                                                            |
| 種族                | サソリ種                                                                |
| 骨格分類            | 8足虫骨格                                                               |
| サイズ／動力        | S型／ゼンマイ動力                                                       |
| 本能解放技          | ヒット＆デス                                                            |
| 発掘地域            | ワイルド大陸 砂漠地帯                                                   |
| 全長                | 3.9m                                                                    |
| 全高                | 3.6m                                                                    |
| 体重                | 10.0t                                                                   |
| 最大スピード        | 129km/h                                                                 |
| IQ                  | 81                                                                      |
| ライダー            | ペンネ（アニメ 漫画）                                                   |
| 能力チャート表      | スピード 5 アタック 5 IQ 6 スタミナ 6 ディフェンス 4 ワイルドブラスト 6 |

サソリ種。発掘地域：砂漠地帯。本能解放技：ヒット&デス。
砂地に潜んで奇襲を仕掛けてくる小型ゾイド。ポイズンテイルと呼ばれる毒針には、ガノンタスを溶かすほどの猛毒を有している。
サソリ種のゾイドは僅かな光・振動・臭いを感知できるため、暗闇でも自在に動ける。
武装・装備
ポイズンテイル
尾の先端にある鋭い針。
ポイズンスピア
本能解放時に展開される貫通力の高い2本の毒針。
普段は、基部は尾と一体化しており、先端の針は後方に折り畳まれている。
ヒット＆デスは、ハサミで捕らえた敵ゾイドにポイズンスピアで毒を注入する技である。
起動骨
尾部の根元にあるゾイドに刺激を与える骨。
脚
8脚で素早く移動できる。土中に潜ることも可能。
ハサミ
敵につかみかかることも可能なハサミ。本能解放時には敵の動きを封じるために使う。
ポイズンタンク
尾の付け根に備わる。ポイズンテイルなどで使う毒を溜めたタンク。

劇中の活躍
ゾイドワイルド（アニメ）
第5話よりペンネの相棒として登場。賞金稼ぎから足を洗って真っ当な生き方をしようとしたペンネと究極の絆を結んだ第17話にて初めてワイルドブラストを披露。ナックルコングに致命傷は与えられなかったが、毒を注入してダメージを与えた。第37話ではガブリゲーターによって左ハサミをかみ砕かれてしまうが、41話のカールKのアドバイスで同じ種のゾイドの同パーツなら自然再生を待たずともすぐ治せることを知ったペンネが捜索した結果、左パーツと同様のものを発見し、デスメタルのメンテナンス工場で回復した。最終話でデスレックスに捕食されそうになるが、間一髪スパイデスに助け出され、激戦後回復している。
ゾイドワイルドZERO
21世紀の地球で生じたゾイドクライシスでも出現。新地球歴30年では、テイルの先端部に対空速射砲を装備して帝国軍所属ゾイドとして運用されている。

### スコーピアのバリエーション
スコーピア帝国軍攻撃部隊仕様
| スコーピア帝国軍攻撃部隊仕様 | スコーピア帝国軍攻撃部隊仕様 |
| ---------------------------- | ---------------------------- |
| 所属                         | 帝国軍（ZERO）               |
| 種族                         | サソリ種                     |
| 武装                         | A-Z対空速射砲x2[37]          |
『ゾイドワイルドZERO』で帝国軍の一般兵が登場している量産型の軍用ゾイド。A-Z対空速射砲をテイルの先端に装備し、砲撃戦に対応したスコーピア。
キットとしては、公式改造パーツの「ZW31 バスターレーダーユニット」のパーツを使って完全再現できると紹介しているが、アニメは武器のサイズが異なるほか、ライダーが搭乗するコクピットも備えている。

## ZW05 ガノンタス
| ガノンタス GANNONTOISE | ガノンタス GANNONTOISE                                                   |
| ---------------------- | ------------------------------------------------------------------------ |
| 番号                   | ZW05                                                                     |
| 所属                   | フリーダム団                                                             |
| 種族                   | プロガノケリス種                                                         |
| 骨格分類               | 4足獣（短胴短足）骨格                                                    |
| サイズ／動力           | M型／モーター動力                                                        |
| 本能解放技             | 亀光砲                                                                   |
| 発掘地域               | ワイルド大陸 砂漠地帯                                                    |
| 全長                   | 5.9m                                                                     |
| 全高                   | 3.5m                                                                     |
| 体重                   | 50.0t                                                                    |
| 最大スピード           | 89km/h                                                                   |
| IQ                     | 107                                                                      |
| ライダー               | オニギリ（アニメ・漫画）                                                 |
| 能力チャート表         | スピード 3 アタック 5 IQ 8 スタミナ 8 ディフェンス 10 ワイルドブラスト 8 |

プロガノケリス種。発掘地域：砂漠地帯。本能解放技：亀光砲（きこうほう）。
武装・装備
起動骨
ゾイドに刺激を与える骨で、尻尾の上にバンパー型に飛び出している。
尻尾
バランスを保つ役割を果たす尾。
ガノンキャノン
普段は甲羅の中に格納されている大型のキャノン砲で、本能解放時に姿を見せる。
換気弁
体内の熱気を逃がすための放熱弁。ライダーの搭乗部にもなっている。
前甲羅（ぜんこうら）
本能解放時には前方に展開されて、頭部を覆って保護する甲羅。
側甲羅（そくこうら）
身体側面にある甲羅で、本能解放時に展開されて爆風を逃がす。
背甲羅（はいこうら）
甲羅型アーマーの後部。本能解放時には後方を防御する役割がある。通常時はライダーを保護している。

劇中の活躍
ゾイドワイルド（アニメ）
第7話より登場したオニギリの相棒。オニギリを庇ってクワーガの攻撃に耐える防御力や研究所を全壊に至らせる亀光砲の攻撃力を持ちながらも、ワイルドライガーとギルラプターが勝手に戦い始めても興味を示さない大人しい性格。第37話ではギルラプターの瞬撃殺によって装甲部分にダメージを受けた。
ゾイドワイルドZERO
共和国軍のゾイドとして第4話で初登場。機体の両側面に連装砲を装備している。カラーリングは青。都市要塞モザイクの守備隊などに多数配備されている。また、首都防衛隊にはキャノン砲を2門搭載したタイプのガノンタスも確認できる。

### ガノンタスのバリエーション
シールドガノンタス
トリケラドゴスのフリルシールドなどで防御力をさらに強化したガノンタス。タカラトミー担当者による公式カスタマイズ。

ガノンタスプラス
| ガノンタスプラス | ガノンタスプラス     |
| ---------------- | -------------------- |
| 所属             | ヘラクレイム王国[18] |
| 種族             | プロガノケリス種     |
| 全長             | 8.1m[18]             |
| 全高             | 4.0m[18]             |
| 重量             | 55t[18]              |
| 速度             | 時速75km[18]         |
| 武装             | 44口径88ミリ砲x1[18] |
ゾイドワイルドバトルウォーズに登場するヘラクレイム王国軍の主力砲戦ゾイド。故障が少ないため信頼性が高いとされる。主砲については戦車砲とする記述もあり、戦車模型のパーツを活用した改造例であることが示唆されている。
『ZOIDS WILD Eastern Front』では、トリケラドゴスカノンに率いられた少なくても7機以上のガノンタスプラス部隊が登場。廃墟の街でデスレックスバスターと夜間戦闘を開始するが、デスレックスの火力と機動力に翻弄され壊滅している。

ガノンタス長距離支援仕様
| ガノンタス長距離支援仕様 | ガノンタス長距離支援仕様 |
| ------------------------ | ------------------------ |
| 所属                     | 共和国軍（ZERO）         |
| 種族                     | プロガノケリス種         |
| 武装                     | パワーライフルx1[37]     |
長距離支援に特化した改造ガノンタス。共和国軍では量産化しており、ネイビーブルーのカラーリングが施されている。

## ZW06 ガブリゲーター
| ガブリゲーター GABRIGATOR | ガブリゲーター GABRIGATOR                                               |
| ------------------------- | ----------------------------------------------------------------------- |
| 番号                      | ZW06                                                                    |
| 所属                      | デスメタル帝国                                                          |
| 種族                      | サルコスクス種                                                          |
| 骨格分類                  | 4足獣（長胴短足）骨格                                                   |
| サイズ／動力              | M型／モーター動力                                                       |
| 本能解放技                | 顎関節地獄噛                                                            |
| 発掘地域                  | ワイルド大陸 密林地帯                                                   |
| 全長                      | 10.2m                                                                   |
| 全高                      | 2.3m                                                                    |
| 体重                      | 37.6t                                                                   |
| 最大スピード              | 205km/h                                                                 |
| IQ                        | 72                                                                      |
| ライダー                  | キャビア（アニメ・漫画）                                                |
| 能力チャート表            | スピード 7 アタック 9 IQ 5 スタミナ 5 ディフェンス 5 ワイルドブラスト 8 |

サルコスクス種。発掘地域：密林地帯。本能解放技：顎関節地獄噛（がくかんせつじごくかみ）。
奇襲戦を得意とする。ミストディスチャージャーより霧を発生させる能力を持つ。発掘地域によって、顎（クランブルジョー）に生えている牙（シクスキラーファング）の長さが異なるという。
本能解放時は、クランブルジョーが装甲ごと前へスライドすることで口が伸長し、噛み付きの威力が増す。この状態で相手に噛み付き、メタルミキサーを併用して粉砕する顎関節地獄噛を必殺技とする。
武装・装備
クランブルジョー
ガブリゲーターの顎部。大型ゾイドをも噛み砕く。
シクスキラーファング
顎を突き破る勢いで進化した牙。敵機を噛砕する。
爪
四肢の爪。吸水口があり、水を噴射して泳ぐ。
尻尾
ガブリゲーターの尾部。泳ぎと攻撃に使う。
メタルミキサー
喉元にあるミキサー状の牙。噛み付いた敵を砕く。
ミストディスチャージャー
体内に溜めた水分を霧にし、姿を隠す。

劇中の活躍
ゾイドワイルド（アニメ・漫画）
キャビアが搭乗する中型ゾイドとして登場。カンゴクの施設内部でワイルドライガーと対決し、様々な罠や仕掛けも駆使して戦ったが敢えなく敗れた。その後、カスタム化されて第32話に再登場。外観が薄いブラウンカラーに変更されただけだが、パワーとスピードが強化されており、本能解放技も『顎関節地獄噛み噛み（がくかんせつじごくかみかみ）』と称していた。37話ではさらにパワー、スピードを上げ、スコーピアの左ハサミをかみ砕いたが、突如現れたファングタイガーによってした顎を逆にかみ砕かれ、そのすきにスコーピアのヒット&デスで毒を浴び、ハンターウルフのハウリングシャウトを浴びて停止した。
漫画では、キャビア自身は「ガブリ」、アラシからは「ワニ」と呼ばれる。煙幕を噴出する「デスモーク」でワイルドライガーを翻弄し、噛みついて水中に引きずり込む「デスガブリ」という技を披露している。
ゾイドワイルドZERO
第1話のゾイドクライシスでは地下道出入口を食い破って地下から出現した。帝国軍では、背中に2基のミサイルランチャーを搭載した海上戦力タイプや、背中にワイヤー射出機を装備したアルドリッジ隊所属機などが運用されている。後者は背中のワイヤーを使ってアクロバティックな動きで谷を飛び越えて崖を登り、3機の連携でビーストライガーに対しても健闘した。

### ガブリゲーターのキット
単四乾電池1本で稼働。頭部と尻尾を振りながら歩行する。ワイルドブラストギミックはクランブルジョーを手動で前方へ引っ張った後、スイッチを入れて上顎を大きく開閉しながら歩行する。

## ZW07 クワーガ
| クワーガ KUWAGA | クワーガ KUWAGA                                                         |
| --------------- | ----------------------------------------------------------------------- |
| 番号            | ZW07                                                                    |
| 所属            | デスメタル帝国                                                          |
| 種族            | クワガタムシ種                                                          |
| 骨格分類        | 6足虫骨格                                                               |
| サイズ／動力    | S型／ゼンマイ動力                                                       |
| 本能解放技      | 四連蟹鋏                                                                |
| 発掘地域        | ワイルド大陸 密林地帯                                                   |
| 全長            | 4.9m                                                                    |
| 全高            | 2.0m                                                                    |
| 体重            | 9.4t                                                                    |
| 最大スピード    | 182km/h                                                                 |
| IQ              | 42                                                                      |
| ライダー        | ヒャッハー、ウララー、 チクワ、ラッキョー、 バーガー（アニメ）          |
| 能力チャート表  | スピード 7 アタック 5 IQ 3 スタミナ 6 ディフェンス 5 ワイルドブラスト 5 |

クワガタムシ種。発掘地域：密林地帯。本能解放技：四連蟹鋏（よんれんかにばさみ）。
背中（頭部の外殻上面）にあるレーダー管により遠距離探知能力にも優れるが、そこを破壊されると平衡感覚を失う弱点でもある。少なくても、10t程度の岩石の直撃に耐えられる頑強さがある。
武装・装備
レーダー管
頭部上面に1対装備する。
大顎
クワーガの大顎。左右に開閉する。
デュアルシザース
ボディ両側面に格納された、ノコギリ状のブレード。本能開放時に展開する。大顎やデュアルシザースの大きさには個体差があるとされる。
四連蟹鋏は、大顎で挟み込んだ敵をデュアルシザースで切断する技である。
ウイング
飛行時にステアリングの働きをするフレーム状の翼。特殊な膜を張ることで空気抵抗を得ていると考えられている。

劇中の活躍
ゾイドワイルド（アニメ）
第1話では森に潜む野良ゾイドとして登場。デスメタル軍のみならず、第5話では盗賊のヒャッハー（こばたけまさふみ）とウララー（佐治和也）、第34話ではレジスタンス隊長のバーガーも使用していた。
ゾイドワイルドZERO
第1話冒頭のゾイドクライシスでカブターと共にビル群の間を飛翔している。帝国軍でも運用されており、発掘されたジェノスピノのパーツの空輸に従事した。

### クワーガのバリエーション
アーマードクワーガ
ナックルコングのアーマーで防御力を強化している。タカラトミー担当者による公式カスタマイズ。

クワーガ シノビ
| クワーガ シノビ KUWAGA SHINOBI[41] | クワーガ シノビ KUWAGA SHINOBI[41]                                      |
| ---------------------------------- | ----------------------------------------------------------------------- |
| 種族                               | クワガタムシ種[41]                                                      |
| 全長                               | 4.9m[41]                                                                |
| 全高                               | 2.0m[41]                                                                |
| 体重                               | 9.4t[41]                                                                |
| 最大スピード                       | 182km/h[41]                                                             |
| IQ                                 | 42[41]                                                                  |
| 能力チャート表[41]                 | スピード 7 アタック 5 IQ 3 スタミナ 6 ディフェンス 5 ワイルドブラスト 5 |
ゲーム『ゾイドワイルド バトルカードハンター』に登場するクワーガの亜種。アーマー部が紫色の暗色となっているため、夜間活動や隠密行動に適している。基本的な身体能力や本能解放技などは通常種と同じ。

クワーガクワトロバスター
| クワーガクワトロバスター | クワーガクワトロバスター                          |
| ------------------------ | ------------------------------------------------- |
| 種族                     | クワガタムシ種                                    |
| 武装                     | パワーライフルx2[43] ロングアサルトキャノン×2[43] |
イベントで配布された改造パーツによる作例。
クワーガレアホワイトに「クワトロバスターユニット」の銃砲4門を装備して砲撃能力を付加している。

クワーガクワトロバスター改
| クワーガクワトロバスター改 | クワーガクワトロバスター改                                                                                               |
| -------------------------- | --- |
| 種族                       | クワガタムシ種 |
| 武装                       | ボーンブレードx2[28] パワーライフルx2[28] ロングアサルトキャノン×2[28] パンツァーファウストx2[28] スクエアシールドx2[28] |
タカラトミー公式の改造例。
クワーガの改造機であるクワトロバスターのさらなる改良型。ボーンブレードの追加装備による近接攻撃能力の強化により、砲撃戦・格闘戦のどちらにも優れたゾイドとなっている。

## ZW08 グラキオサウルス
| グラキオサウルス GRACHIOSAURUS | グラキオサウルス GRACHIOSAURUS                                             |
| ------------------------------ | -------------------------------------------------------------------------- |
| 番号                           | ZW08                                                                       |
| 所属                           | シュプリーム団                                                             |
| 種族                           | ブラキオサウルス種                                                         |
| 骨格分類                       | 4足巨大恐竜骨格                                                            |
| サイズ／動力                   | XL型／モーター動力                                                         |
| 本能解放技                     | グランドハンマー                                                           |
| 発掘地域                       | ワイルド大陸 密林地帯                                                      |
| 全長                           | 15.8m                                                                      |
| 全高                           | 10.4m                                                                      |
| 体重                           | 134.0t                                                                     |
| 最大スピード                   | 181km/h                                                                    |
| IQ                             | 95                                                                         |
| ライダー                       | イカヅチ（アニメ） クロアメ（アニメ） フォアグラ（アニメ）                 |
| 能力チャート表                 | スピード 7 アタック 10 IQ 7 スタミナ 10 ディフェンス 10 ワイルドブラスト 9 |

ブラキオサウルス種。発掘地域：密林地帯。本能解放技：グランドハンマー。
ゾイドの中でも最大級の巨体を誇り、戦闘にも輸送にも活躍する大型ゾイド。独特の緑色の体色は密林の環境に適応して会得したと言われている。
アウトリガーを展開してから行われる本能解放のグランドハンマーは、ハンマーボーンが直接届かない離れた敵を狙って吹き飛ばせるほどの衝撃がある。
武装・装備
頭部
硬質の頭部は振り回して武器として使える。
放熱フィン
腰部（胴体前面）にある放熱器官。
起動骨
腰部にあるゾイドに刺激を与える骨。
尻尾
武器としても使える尻尾。バランス感覚に優れる。
スピナスボーン
首の前面（咽頭側）にある下向きの骨。鋭く尖っているので武器になる。
アウトリガー
四肢にある杭打ち機状の器官。ハンマー攻撃時に地面に打ち付けることで、身体を固定する働きがある。
ハンマーボーン
本能解放時に、首を巨大なハンマー（グランドハンマー）にするためのアーマー。普段は、身体両側面に折りたたまれている。

劇中の活躍
ゾイドワイルド（アニメ）
クロアメ、イカヅチのパートナー。アニメ本編の前日譚として、イカヅチが相棒とするグラキオサウルスは、落下してきた隕石を砕いたことがある。第6話では、ワイルドライガーの体当たりを踏ん張って押し返したり、長い首を振り回して強烈な咆哮を浴びせてからの尻尾攻撃に入るなど、パワーもスピードもある戦いを見せた。第37話でディメパルサーの「ファイナルマッドオクテット」により、アンキロックスやパキケドスと共に洗脳されてデスメタルに奪われた。デスブラストが行えるように改造されるとフォアグラが搭乗し、イカヅチのグラキオサウルスと対決。両者はワイルドブラスト／デスブラスト状態で衝突したが、火山の噴火により勝負は預けられた。デスメタルとの決戦ではキャビアの道具としてアラシたちを苦しめるが、駆けつけたファングタイガーのワイルドブラストの咆哮により洗脳が解けてパキケドスと共に元に戻った。
ゾイドワイルドZERO
物語冒頭のゾイドクライシスで出現するが、大都市を闊歩している途中でナックルコングの奇襲を受ける。共和国軍に配備されたグラキオサウルスは、A-Zロングレンジ2連装キャノン砲を装備。都市要塞モザイクの防衛に努めたがジェノスピノには及ばなかった。

### グラキオサウルスのキット
単三電池2本で稼働、下部にネジ付きのバッテリーボックスがある。
尻尾を振りながら数歩歩いた後、立ち止まってワイルドブラストギミックに移行し、首を水平に倒してハンマーボーンを展開して首を持ち上げ、二度地面に打ちつける。その後、通常歩行に戻り、一連の動作を繰り返す。手動ギミックとして上顎の開閉が可能。

## ZW09 ラプトール
| ラプトール RAPTOR | ラプトール RAPTOR                                                                 |
| ----------------- | --------------------------------------------------------------------------------- |
| 番号              | ZW09                                                                              |
| 所属              | デスメタル帝国 自警団など                                                         |
| 種族              | ヴェロキラプトル種                                                                |
| 骨格分類          | 小型2足恐竜骨格                                                                   |
| サイズ／動力      | S型／ゼンマイ動力                                                                 |
| 本能解放技        | リッパーエッジ                                                                    |
| 発掘地域          | ワイルド大陸 鉱山地帯                                                             |
| 全長              | 5.9m                                                                              |
| 全高              | 3.3m                                                                              |
| 体重              | 9.6t                                                                              |
| 最大スピード      | 114km/h                                                                           |
| IQ                | 57                                                                                |
| ライダー          | ソダース、ザマース、 アザース、ハッピー、 ラッキー、ウッキー、 マカロニ（アニメ） |
| 能力チャート表    | スピード 4 アタック 4 IQ 4 スタミナ 7 ディフェンス 2 ワイルドブラスト 6           |

ヴェロキラプトル種。発掘地域：鉱山地帯。本能解放技：リッパーエッジ。
数十匹の群れで集団行動をする小型ゾイドで、歩兵的な役割を果たす小型ゾイド。
武装・装備
クレストレーダー
レーダーの役割を果たすトサカ。
ドスクロー
長く貫通力のある大爪。ワイルドブラスト時に前面に突き出す。
オーバルボム
卵状の爆弾。瀕死状態には、これで敵ゾイド諸共自滅することもある。
ダンパー
衝撃を吸収したり、高いジャンプ力を生み出す。
尻尾
バランス感覚に優れ、攻撃に使用することもある。
爪
歩行や攻撃に使用する爪。

劇中の活躍
ゾイドワイルド（アニメ）
デスメタルの小隊長および同一般兵士（Zボーイズ）が乗る主力として多数配備される。ヴェロキラプトル種の特徴として跳躍力や周囲の探査・敵の追跡などの能力に優れ、第7話で未完製の複製デスメタルキーによる強制解放を行った時には、小型ゾイドながらワイルドライガーを吹き飛ばすほどの威力があった。第23話では「レイン」と名付けられた極めて大人しい野生の個体が登場し、幼い子どもたちと遊んでいた。量産型デスメタルキーの実験体にされて強制解放状態で暴走し、ドレイクに始末されるが、「友達（子どもたち）を傷つけたくないので殺してくれ」という意志を示していた可能性が指摘されている。第41話では同種のパーツをカールKが集めて組み立てたものが登場するが、デスメタルの復元装置を使っても動かず、そのまま崩れ落ちた。通常販売のリアルムービングキットおよびアニメのデスメタル帝国所属のラプトールのアーマーは赤いが、辺境の村の自警団のラプトールは黄色、野生のラプトールは緑色である。
ゾイドワイルドZERO
ゾイドクライシスで出現して、群れを成してデスレックスに挑みかかったが返り討ちにされる。帝国軍では両肩に銃砲を付けた武装タイプを多数配備している。

### ラプトールのキット
動力源はゼンマイ。下部にあるオーバルボムを外して起動骨（ゼンマイ）を回し、二足歩行を行う。ワイルドブラストギミックは手動となっており、下顎を開いて基部を起こし、赤いアーマーを倒した後、ドスクローを突き出す。

### ラプトールのバリエーション
ラプトールヘキサクロー
追加のドスクローとクワーガのデュアルシザーズと大顎パーツを取り付けてカスタマイズしたラプトール。追加の武器は破壊されたゾイドのパーツを再利用したという設定だが、6本のクローで攻撃力がアップしており、敵を刺し貫いて八つ裂きにできる。Zキャップはクワーガのものに交換されており、オーバルボムの取り付け位置も変更されている。

ラプトールフォレスト
| ラプトールフォレスト RAPTOR FOREST[47] | ラプトールフォレスト RAPTOR FOREST[47]                                  |
| -------------------------------------- | ----------------------------------------------------------------------- |
| 種族                                   | ヴェロキラプトル種[47]                                                  |
| 全長                                   | 5.9m[47]                                                                |
| 全高                                   | 3.3m[47]                                                                |
| 体重                                   | 9.6t[47]                                                                |
| 最大スピード                           | 114km/h[47]                                                             |
| IQ                                     | 57[47]                                                                  |
| 能力チャート表[47]                     | スピード 4 アタック 4 IQ 4 スタミナ 7 ディフェンス 2 ワイルドブラスト 6 |
ゲーム『ゾイドワイルド バトルカードハンター』に登場するラプトール。アーマー部が緑色の迷彩カラーとなっており森林での生活に順応している。基本的な身体能力や本能解放技などは通常種と同じ。

## ZW10 ナックルコング
| ナックルコング KNUCKLE KONG | ナックルコング KNUCKLE KONG                                              |
| --------------------------- | ------------------------------------------------------------------------ |
| 番号                        | ZW10                                                                     |
| 所属                        | デスメタル帝国                                                           |
| 種族                        | ゴリラ種                                                                 |
| 骨格分類                    | 4足獣骨格（変化型）                                                      |
| サイズ／動力                | M型／モーター動力                                                        |
| 本能解放技                  | 胸熱拳                                                                   |
| 発掘地域                    | ワイルド大陸 密林地帯                                                    |
| 全長                        | 5.4m                                                                     |
| 全高                        | 4.9m                                                                     |
| 体重                        | 54.0t                                                                    |
| 最大スピード                | 180km/h                                                                  |
| IQ                          | 102                                                                      |
| ライダー                    | フォアグラ（アニメ） ノックス（ZERO）                                    |
| 能力チャート表              | スピード 6 アタック 10 IQ 7 スタミナ 7 ディフェンス 7 ワイルドブラスト 8 |

ゴリラ種。発掘地域：密林地帯。本能解放技：胸熱拳（むねあつけん）。
強力な腕力を活かした肉弾戦を得意とする中型ゾイド。人間によく似た骨格であるため、発掘当初はヒューマゾイドとも呼ばれていた。通常は4足歩行ゾイドだが本能解放（強制解放）時は2足歩行ゾイドとなり、ドラミングにより過熱した拳を放つ胸熱拳を必殺技としている。胸部の装甲はいかなる攻撃をも受け付けないほど頑強。
武装・装備
頭
ナックルコングの頭部。
大胸板（だいきょうばん）
ナックルコングの胸部。
ナックル
ナックルコングの拳部。
パワーショルダー
ナックルコングの肩アーマー。上部と下部に分かれており、本能解放時には下部が移動して拳を覆う。
ダンパーボーン

劇中の活躍
ゾイドワイルド（アニメ）
原始のフォアグラの乗機として第17話で登場。胸にワイルドライガーのキングオブクローが直撃しても傷ひとつ付かない防御力や、背中にスコーピアのヒット&デスを受けて毒のダメージを受けてもなお追撃戦で疾走・跳躍できるほどのタフさを見せている。第30話では賞金首のアラシを追って崖の上でワイルドライガーとスコーピアと対峙するが、駆けつけて来たハンターウルフの加勢もあって崖下に転落。大きなダメージを受けたため、デスメタルのラボで大がかりな修理・改造が行われステゴゼーゲのボーンソーを装備する。強制解放でギョーザとトリケラドゴスに致命的なダメージを与えたが、突然現れたファングタイガーに邪魔され形勢を立て直されたガノンタスとワイルドライガーとの連携攻撃に敗れた。
ゾイドワイルドZERO
第1話のゾイドクライシスで出現し、ビルの上からグラキオサウルスに飛びかかって攻撃を仕掛けた。物語本編では帝国軍のゾイドとして複数運用されており、4銃身ガトリング砲と4連装砲で武装している。

### ナックルコングのバリエーション
ナックルコングガブリゲーターコーデバージョン
ガブリゲーターのアーマーで胸部と頭部アーマーを強化し、尾部アーマーを武器として持たせた。タカラトミー担当者による公式カスタマイズ。
フルアーマーナックルコング
右腕にドスクロー、左腕にウイングショーテルを装備して攻撃力を高め、さらにギルラプターとガブリゲーターのパーツを装甲にして防御力も強化した形態。
ナックルコング 斉天
『モンスターハンターシリーズ』20周年記念とのコラボ第2弾。ラージャンをベースとしている。

## ZW11 トリケラドゴス
| トリケラドゴス TRICERADOGOS | トリケラドゴス TRICERADOGOS                                              |
| --------------------------- | ------------------------------------------------------------------------ |
| 番号                        | ZW11                                                                     |
| 所属                        | フリーダム団                                                             |
| 種族                        | トリケラトプス種                                                         |
| 骨格分類                    | 4足大恐竜骨格                                                            |
| サイズ／動力                | L型／モーター動力                                                        |
| 本能解放技                  | フォースインパクト                                                       |
| 発掘地域                    | ワイルド大陸 平原地帯                                                    |
| 全長                        | 10.1m                                                                    |
| 全高                        | 4.7m                                                                     |
| 体重                        | 74.6t                                                                    |
| 最大スピード                | 158km/h                                                                  |
| IQ                          | 77                                                                       |
| ライダー                    | ギョーザ（アニメ）                                                       |
| 能力チャート表              | スピード 6 アタック 8 IQ 6 スタミナ 6 ディフェンス 10 ワイルドブラスト 9 |

トリケラトプス種。発掘地域：平原地帯。本能解放技：フォースインパクト。
3本の角で体当たりする攻撃力と、フリルシールドによる防御力を兼ね備えた大型ゾイド。
武装・装備
アッパーホーン
顔の上にある2本の長い角で、敵の動きを封じる。
チップホーン
鼻先の短い1本角で、突進時の威力を集中させている。
インパクトホーン
本能解放時に出現する第4の角。額の部分にあり、貫通力が高いのが特徴。
フリルシールド
頭部のアーマー部。前方と左右から首筋を守っている。本能解放時には前方に展開する。
起動骨
腰部にあるゾイドに刺激を与える骨。
尻尾
バランスを保つだけで無く、攻撃時にも役立つ尾。

劇中の活躍
ゾイドワイルド（アニメ）
ギョーザのパートナー。第37話ではボーンソーを装備したナックルコングの攻撃で大ダメージを受け、機能停止してしまうが、48話でギョーザと共に回復、最終決戦に間に合った。
ゾイドワイルドZERO
共和国軍では、後脚にA-Z2連装キャノン砲を備えた青いトリケラドゴスを配備。小規模な共和国軍部隊では隊長機を務め、トリケラドゴス部隊として集中運用されたり、ジェノスピノ迎撃戦やオメガレックス復活阻止作戦の大規模共和国部隊でも多数配備されており、共和国軍の主力ゾイド的な運用がなされている。ディアス中佐の専用機などカスタムタイプのほか、カラーや武装が若干異なる共和国軍仕様も登場している。

### トリケラドゴスのバリエーション
トリケラドゴスカノン
| トリケラドゴスカノン | トリケラドゴスカノン                         |
| -------------------- | -------------------------------------------- |
| 所属                 | ヘラクレイム王国[18]                         |
| 種族                 | トリケラトプス種                             |
| 全長                 | 10.1m[18]                                    |
| 全高                 | 4.7m[18]                                     |
| 重量                 | 76t[18]                                      |
| 速度                 | 時速148km[18]                                |
| 武装                 | 30ミリ対空速射砲x2[18] 220ミリ超加速砲x1[18] |
ゾイドワイルドバトルウォーズに登場するヘラクレイム王国軍の重装甲ゾイド。従来のインパクトホーンが超加速砲に、アッパーホーンが対空速射砲になっており、城砦や防壁を突破するのに適した重火力を持つ。
『ZOIDS WILD Eastern Front』では、王国軍部隊の隊長機として登場する。ガノンタスプラス隊と共にデスレックスバスターに砲撃を加えるが、俊敏なデスレックスに命中させることができないまま、側面からの不意打ちで廃墟ビルに叩きつけられた。

トリケラドゴス改
| トリケラドゴス改 | トリケラドゴス改                         |
| ---------------- | ---------------------------------------- |
| 所属             | 共和国軍（ZERO）                         |
| 種族             | トリケラトプス種                         |
| ライダー         | ディアス（ZERO）                         |
| 武装             | A-Z対空速射砲x2[37] A-Z対空4連装砲x1[37] |
共和国軍のディアス中佐専用トリケラドゴス。アッパーホーンをA-Z対空速射砲に換装し、対空戦闘を強化した改造機。アーマー部はネイビーブルーに塗られている。追加装備は、公式改造パーツ「ZW30 アサルトブーストユニット 」「ZW31 バスターレーダーユニット」のパーツだが、アニメはでは武器のサイズや細部が微妙に異なるほか、ライダーが搭乗するコクピットも備え付けられている。
第4話では帝国軍アルドリッジ少佐のスティレイザーと対決、砲撃戦では五分五分の戦いを見せたがパワー対決となった格闘戦では及ばなかった。復活したジェノスピノの侵攻を阻止するため、モザイク防衛戦に参戦。ビーストライガーやガトリングフォックスと連携して作戦を実施するも歯が立たず、ビーストライガーを庇ってジェノソーザーにより身体を両断された。

## ZW12 デスレックス
| デスレックス DEATH REX | デスレックス DEATH REX                                                     |
| ---------------------- | -------------------------------------------------------------------------- |
| 番号                   | ZW12                                                                       |
| 所属                   | デスメタル帝国                                                             |
| 種族                   | ティラノサウルス種                                                         |
| 骨格分類               | 2足巨大恐竜骨格                                                            |
| サイズ／動力           | XL型／モーター動力                                                         |
| 本能解放技             | ジェノサイドドドリル                                                       |
| 発掘地域               | ワイルド大陸 大火山デスロッキー                                            |
| 全長                   | 12.3m                                                                      |
| 全高                   | 5.6m                                                                       |
| 体重                   | 154.0t                                                                     |
| 最大スピード           | 247km/h                                                                    |
| IQ                     | 98                                                                         |
| ライダー               | ギャラガー（アニメ・漫画）                                                 |
| 能力チャート表         | スピード 9 アタック 10 IQ 7 スタミナ 9 ディフェンス 10 ワイルドブラスト 10 |

ティラノサウルス種。発掘地域:火山地帯。本能開放技:ジェノサイドドドリル。
この世に1体のみ存在する、最も凶暴なゾイド。他のゾイドを察知すると興奮して暴れ出し、噛み付いて破壊し尽くす。化石はマグマの中から発見されたが、全く溶けていなかったという。本能開放技ジェノサイドドリルは大顎とデスジョーズで捕らえた敵をウブラドリルで粉砕するというもの。破壊したゾイドのエネルギーや能力を吸収しているとも言われる。
キットは2018年のクリスマス商戦時期に発売され、好調な売れ行きで完売している。
武装・装備
大顎
デスレックスの顎部。大きな歯が並ぶ。ワイルドブラスト時には口が裂け、通常時の倍以上も大きく開く。
ウブラドリル
デスレックスの口腔内に装備する。ワイルドブラスト時に喉の奥から突出させる。
クラッシュクロー
両足の爪。敵を踏み潰したり、切り裂いたりする。
放熱ウイング
体内の熱を放出する。赤く発光する。
デスジョーズ
ワイルドブラスト時に展開する第二の顎で、敵を左右から挟み込む。両肩に基部がついており、通常時は胴体側面を守るアーマーの様になっている。
カイザーテイル
デスレックスの尾部。刀状になっており、敵を切ることが可能。

劇中の活躍
ゾイドワイルド（アニメ）
アニメ13話に登場した時点で知られている最強の肉食恐竜ティラノサウルス種で、かつては生態系の頂点に君臨して地球のゾイドの半分の種を絶滅に追いやったと言われる。その後、デスメタル帝国の手で発見され、長き時を経て復活。最初の戦いでファングタイガーを激戦の末に降すほどの規格外な強さを見せつけた。以来、ギャラガーの専用機となり、ベーコンの敵討ちに燃えるアラシにとって最大の敵として立ちはだかる。
他のゾイドを捕食する能力を持つ唯一のゾイドで、ラプトールを食い千切ったほか、カブター、クワーガ、グラキオサウルス、アンキロックス、パキケドスも喰らっている。食ったゾイドのDNAを体内に記録されるため、トリュフはその情報をディメパルサーに取り込んで強化を図った。第48話で古代秘宝Zの正体がデスレックスであると判明する。ゾイド寺院の古文書によれば、人間とゾイドを滅ぼしかけたデスレックスを鎮める生け贄として捧げた人間がデスレックスと究極の絆を結ぶ奇跡が起き、その圧倒的な力が平和を取り戻したことが記されていた（万が一、デスレックスが悪人の手に落ちてしまった場合の備えがワイルドライガーである）。デスレックスを乗りこなせた者は王になれると記されており、ミミガー（後のギャラガー）はこの古文書と壁画を見て世界の王になろうとしていた。真のデスメタルキーによるデスブラストを喜んでるとドレイクに指摘される状態で、覚醒状態のワイルドライガーと激しく戦う。最後はアラシとワイルドライガーの渾身のキングオブクローによって火山に落とされた。
ゾイドワイルドZERO
21世紀初頭の地球で発生したゾイドクライシスで黒いデスレックスが出現している。また、ゾイドの聖地とされゾイド因子に満ちた森では野生のデスレックスがゾイドたちと戦っている。

### デスレックスのバリエーション
デスレックス紫龍形態
アーマーパーツがクリアパープルになったデスレックスのカラーバリエーション。真の覚醒をした最終形態のデスレックスであるとされ、漫画『ゾイドワイルド』ではラスボスとなった。
限定キットとして、コロコロコミック2019年3月号の企画で抽選で100人にプレゼントされた後、イベントの賞品や数量限定販売された。また、ゾイドバトルカードハンターのゾイドカード第2弾およびコロコロコミック限定付録カード で実装。

デスレックスバスター
| デスレックスバスター | デスレックスバスター       |
| -------------------- | -------------------------- |
| 所属                 | ザナドゥリア共和国[18]     |
| 種族                 | ティラノサウルス種         |
| 全長                 | 12.3m[18]                  |
| 全高                 | 6.0m[18]                   |
| 重量                 | 170t[18]                   |
| 速度                 | 時速240km[18]              |
| 武装                 | 3連対Zミサイルポッドx2[18] |
ゾイドワイルドバトルウォーズに登場するザナドゥリア共和国軍ゾイド。両肩にミサイルキャニスターのような円筒状の3連装ミサイルポッド（バズーカ砲、対戦車ミサイルとする場合もある）2基を搭載する。ガノンタスプラスを1撃で爆発炎上させるミサイルの火力、敵の砲火を機敏にかいくぐる機動力、トリケラドゴスカノンに一撃を加える肉弾戦能力を兼ね備えており、圧倒的な戦闘力を誇る。
動画『ZOIDS WILD Eastern Front』では、単機でヘラクレイム王国軍部隊を強襲。ミサイルによる先制攻撃でガノンタスプラスを撃破、俊敏な動きで反撃を躱すと側面に回り込んでトリケラドゴスカノンを弾き飛ばしている。王国軍部隊を蹴散らした後、ミサイルを撃ち尽くした状態でコマンドライガーに接近戦を挑んでいる。

## ZW13 グソック
| グソック GUSOCK | グソック GUSOCK                                                         |
| --------------- | ----------------------------------------------------------------------- |
| 番号            | ZW13                                                                    |
| 所属            |                                                                         |
| 種族            | ダイオウグソクムシ種                                                    |
| 骨格分類        | 14足虫骨格                                                              |
| サイズ／動力    | S型／ゼンマイ動力                                                       |
| 本能解放技      | 撃転棘                                                                  |
| 発掘地域        | ワイルド大陸 密林地帯                                                   |
| 全長            | 3.7m                                                                    |
| 全高            | 1.4m                                                                    |
| 体重            | 11.0t                                                                   |
| 最大スピード    | 135km/h                                                                 |
| IQ              | 85                                                                      |
| ライダー        | ムシ仙人（アニメ）                                                      |
| 能力チャート表  | スピード 5 アタック 6 IQ 6 スタミナ 5 ディフェンス 8 ワイルドブラスト 8 |

ダイオウグソクムシ種。発掘地域：密林地帯。本能解放技：撃転棘（げきてんきょく）。
2層の頑丈な装甲に覆われている攻防一体型の小型ゾイド。戦場の掃除屋の異名を持つ。海底層で発掘されることが多く、水陸両方での活動が可能。本能解放すると、身体を球体状に丸めて高速回転で体当たりを仕掛ける。ほぼ360度を見渡せる視覚を持ち、透視能力すら有していると指摘する声もある。集団行動も得意。
アニメ第21話で、ムシ仙人のパートナーとして登場。素早い動きでワイルドライガーを翻弄する様子は、普通のグソックよりも相当素早いとオニギリは指摘している。
武装・装備
脚
トゲを持つ7対の脚。
外殻
外側にある硬くて頑丈な装甲部。
内殻（ないかく）
外殻の下にある装甲で、トゲがある。
モノミルアイ
約360度の視野と、簡易な透視能力を有する特殊な複眼。
スパイクロッド
無数の小さなトゲがある触角。回転や振り回して武器とすることもできる。
プリポッド
水中活動時にステアリングの役目を果たす、後端のヒレ。陸上活動時には格納されることが多い。
放熱フィン
陸上では放熱するための器官だが、水中では口から吸い込んだ水を噴射して推進力を得る。

### グソックのバリエーション
ソーグソック
ステゴゼーゲのボーンソーを、身体側面に4対・上面に突き立てるように1対追加して攻撃力を強化している。

## ZW14 ステゴゼーゲ
| ステゴゼーゲ STEGOSAGE | ステゴゼーゲ STEGOSAGE                                                   |
| ---------------------- | ------------------------------------------------------------------------ |
| 番号                   | ZW14                                                                     |
| 所属                   | デスメタル帝国                                                           |
| 種族                   | ステゴサウルス種                                                         |
| 骨格分類               | 4足大恐竜骨格                                                            |
| サイズ／動力           | L型／モーター動力                                                        |
| 本能解放技             | 15の夜                                                                   |
| 発掘地域               | ワイルド大陸 密林地帯                                                    |
| 全長                   | 10.8m                                                                    |
| 全高                   | 6.1m                                                                     |
| 体重                   | 90.0t                                                                    |
| 最大スピード           | 154km/h                                                                  |
| IQ                     | 64                                                                       |
| ライダー               | トリュフ（アニメ）                                                       |
| 能力チャート表         | スピード 5 アタック 9 IQ 5 スタミナ 10 ディフェンス 6 ワイルドブラスト 7 |

ステゴサウルス種。発掘地域：密林地帯。本能解放技：15の夜（ナイフ オブ フィフティーン）。
トリュフが搭乗する大型ゾイド。首から尾まで続く背ビレがノコギリ刃になっている。本能解放時には赤く熱したボーンソーを左右に倒し、身体全体を巨大ノコギリのようにして敵を切り裂く。また、テールスパイクを振り回して相手に突き刺すことも可能。テールスパイクによる攻撃は、ハンターウルフに連続ヒットを与えたり、トリケラドゴスのフォースインパクトをジャンプで躱してスパイクで反撃するなど、巨体に似合わず俊敏な動きを見せる。
アラシたちとの対決では、初対決となる第25話ではワイルドライガーとスコーピアとトリケラドゴス、再戦となる第32話でハンターウルフとトリケラドゴスを相手に戦ったが、ハウリングシャウトによって機能停止させられ、トリュフは以降ディメパルサーで戦うことになり、背中のボーンソーはナックルコング強化に使われた。
武装・装備
バックボーンソー
背中の中央に備わるノコギリ状の刃物。
ボーンソー
ボーンソーの両脇に並ぶ大型の刃物。
テールスパイク
ステゴゼーゲの尾の棘。
スロートプロテクター
ステゴゼーゲの喉を覆う装甲。
フルバイプ

## ZW15 覚醒ワイルドライガー
#ワイルドライガーのバリエーションを参照。

## ZW16 ハンターウルフ
| ハンターウルフ HUNTER WOLF | ハンターウルフ HUNTER WOLF                                               |
| -------------------------- | ------------------------------------------------------------------------ |
| 番号                       | ZW16                                                                     |
| 所属                       | フリーダム団                                                             |
| 種族                       | オオカミ種                                                               |
| 骨格分類                   |                                                                          |
| サイズ／動力               | M型／モーター動力                                                        |
| 本能解放技                 | ハウリングシャウト                                                       |
| 発掘地域                   | ワイルド大陸 砂漠地帯                                                    |
| 全長                       | 8.9m                                                                     |
| 全高                       | 4.4m                                                                     |
| 体重                       | 41.0t                                                                    |
| 最大スピード               | 270km/h                                                                  |
| IQ                         | 77                                                                       |
| ライダー                   | ソルト（アニメ）                                                         |
| 能力チャート表             | スピード 10 アタック 7 IQ 6 スタミナ 9 ディフェンス 7 ワイルドブラスト 9 |

オオカミ種。発掘地域：砂漠地帯。本能解放技：ハウリングシャウト。
ソルトのパートナー。強い脚力を持つ中型ゾイドで、現存する種の中では最速とも噂されている。ワイルドブラストは第1形態（ファーストギア）から第2形態（セカンドギア）へと2段階で展開する。第1形態ではソニックブースターが発生させる衝撃力を推進力として高機動を武器とする。第2形態ではブースターが前方に展開、ハウリングガンと併せて発生する衝撃波をソニックシックル（音波鎌）と呼ばれる武器として使う。
2018年末に発売されたキットは、店舗販売分が完売する人気商品となった。
武装・装備
コンフューザー
喉の奥にある器官で、超音波を出して敵を混乱させる。
ハウリングガン
胸部（レゾナフリル）の中にある小型衝撃波砲。武器として牽制攻撃に使うほか、急激な制動や姿勢制御時にも使う。
ソニックブースター
背部にある大型の衝撃波発生器官。
起動骨
腰部にあるゾイドを刺激するための骨。
レゾナフリル
喉元にあるアーマーで、防御だけで無く衝撃波を増幅させる役割も兼ねる。
レゾカウル
背部にあるアーマーで、空気圧を反射して推進力や防御に用いる機能がある。本能解放時には大きく展開し、特に第2形態時は前方の向けて張り出す。
エアロテイル
空気の流れを読み取ってバランスを取る尾。

### ハンターウルフのバリエーション
ハンターウルフ改
| ハンターウルフ改 | ハンターウルフ改                                                                       |
| ---------------- | -------------------------------------------------------------------------------------- |
| 所属             | 帝国                                                                                   |
| 種族             | オオカミ種                                                                             |
| ライダー         | スピーゲル（ZERO）                                                                     |
| 武装             | レゾカウル フォースバレルガトリングx2 全天候型ハイパワーブースターx2 A-Z超電磁ブレード |
『ゾイドワイルドZERO』で初登場したスピーゲル専用ハンターウルフ。ランド博士のカスタマイズが施されており、超電磁ブレードにより短時間ながら滑空が可能となっており空戦ゾイドにも一矢報いることができる。兵器解放時のソニックシックルで手裏剣のような空気の刃を放つことで、ギレルのスナイプテラの片翼を破壊するほど強力。この手裏剣は対象物のみを切り裂く特性があり、その間にある物体などをすり抜ける。
ハンターウルフ警視庁仕様
| ハンターウルフ警視庁仕様 | ハンターウルフ警視庁仕様                                                                                    |
| ------------------------ | --- |
| 所属                     | 警視庁 |
| 種族                     | オオカミ種                                                                                                  |
| ライダー                 | 無人 |
| 武装                     | コンフューザー ハウリングガン ソニックブースター レゾナフリル レゾカウル エアロテイル OSバイザー パトランプ |
『機動警察パトレイバー』35周年記念とのコラボ。地球に不時着したゾイドコアから復元し、警備部特科車輌二課に配備され新型レイバー「イングラムMK-Ⅲ」との共闘訓練を開始し、警視庁仕様と名付けられてから無人機として運用されている。
ハンターウルフ警視庁仕様 2号機
| ハンターウルフ警視庁仕様 2号機 | ハンターウルフ警視庁仕様 2号機                                                                              |
| ------------------------------ | --- |
| 所属                           | 警視庁 |
| 種族                           | オオカミ種                                                                                                  |
| ライダー                       | 無人 |
| 武装                           | コンフューザー ハウリングガン ソニックブースター レゾナフリル レゾカウル エアロテイル OSバイザー パトランプ |
『機動警察パトレイバー』35周年記念とのコラボ。地球に不時着したゾイドコアから復元し、警備部特科車輌二課に配備され新型レイバー「イングラムMK-Ⅲ 2号機」との共闘訓練を開始し、警視庁仕様と名付けられてから無人機として運用されている。

## ZW17 キャタルガ
| キャタルガ CATALGA | キャタルガ CATALGA                                                       |
| ------------------ | ------------------------------------------------------------------------ |
| 番号               | ZW17                                                                     |
| 所属               |                                                                          |
| 種族               | カイコガ種                                                               |
| 骨格分類           | 10足虫骨格                                                               |
| サイズ／動力       | M型／モーター動力                                                        |
| 本能解放技         | ディグ・ジ・アース                                                       |
| 発掘地域           | ワイルド大陸 密林地帯                                                    |
| 全長               | 8.2m （牽引キャリア 9.6m）                                               |
| 全高               | 2.3m （牽引キャリア 1.3m）                                               |
| 体重               | 39.0t （牽引キャリア 22.0t）                                             |
| 最大スピード       | 93km/h                                                                   |
| IQ                 | 48                                                                       |
| ライダー           | サンラータン（アニメ）                                                   |
| 能力チャート表     | スピード 4 アタック 6 IQ 4 スタミナ 10 ディフェンス 5 ワイルドブラスト 4 |

カイコガ（幼虫）種。発掘地域：密林地帯。本能解放技：ディグ・ジ・アース。
強靱な顎により優れた岩盤掘削能力を持ち、さらに吸着力のある多足による自重の何倍もの重量物を牽引することもできる中型ゾイド。最大牽引能力は300tとされる。キャタルガが埋まっている箇所はかつてキャタルガ達がいくつも穴を掘ったせいで地盤が脆くなっており、発掘が難航したという。
武装・装備
切削ドリル
頭部（額の左右）にある補助ドリル。
下顎
挟むことに特化したとされる一対の顎。下方向にトゲが伸びており、攻撃用の武器とすることも可能。
回転足
胴体中央にある回転して推進力を得る車輪状の足。
足
胴体後部の下面に多数あり吸着力のある足。
起動骨
胴体後部の上面にあり、ゾイドに刺激を与える骨。
ドリルジョー
固い岩盤もくりぬけるドリル状の回転顎。普段は顔の下に収納されており、本能解放時に姿を現す。
尾角（びかく）
尾の先端にあるレーダーの役割を持つ触角。
牽引キャリア
物資運搬に使うクローラー式のキャリア。キャリアは人工機械であり、牽引レバーによりキャタルガの尾部と接続する。キャリア同士を、縦列または（クローラーを取り外して）横列に連結して積載量を増やすことも可能。
捕縛ロープ
キャリアにゾイドを固定するための捕縛用ロープ。特殊な電気を流すことでゾイドの動きを封じ込める機能がある。

劇中の活躍
ゾイドワイルド（アニメ）
サンラータンのパートナー。デスメタル帝国でも紫色のキャタルガを運用している。
ゾイドワイルドZERO
輸送用ゾイドとして共和国・帝国の両国で用いられている。

### キャタルガのバリエーション
キャタルガディザート
| キャタルガディザート | キャタルガディザート |
| -------------------- | -------------------- |
| 所属                 | ヘラクレイム王国[18] |
| 種族                 | カイコガ種           |
| 全長                 | 8.22m[18]            |
| 全高                 | 2.3m[18]             |
| 重量                 | 39t[18]              |
| 速度                 | 時速93km[18]         |
| 武装                 | なし[18]             |
ゾイドワイルドバトルウォーズに登場するヘラクレイム王国軍の輸送用ゾイド。非武装。
『ZOIDS WILD Eastern Front』でも、ガノンタスプラス部隊に随伴しているのが確認できる。

キャタルガ・キャノン
公式外伝『ゾイドワイルド EX-ZERO』のストーリー、および作例に登場。共和国軍ブルーブラッド隊に所属するレイカ・リンの乗機。基本仕様はキャタルガと同様だが、諜報任務のため、背部にはエクステンションレドームを装備。機体色は青く塗装されている。
作例は小澤京介が担当
キャタルガ 40TH
特殊部隊「40 TROOPERS OF HORIZON」仕様。

## ZW18 スパイデス
| スパイデス SPIDEATH | スパイデス SPIDEATH                                                     |
| ------------------- | ----------------------------------------------------------------------- |
| 番号                | ZW18                                                                    |
| 所属                | フリーダム団                                                            |
| 種族                | ゴケグモ種                                                              |
| 骨格分類            |                                                                         |
| サイズ／動力        | S型／ゼンマイ動力                                                       |
| 本能解放技          | スパイダーポイズン                                                      |
| 発掘地域            | ワイルド大陸 密林地帯                                                   |
| 全長                | 3.8m                                                                    |
| 全高                | 1.7m                                                                    |
| 体重                | 10.0t                                                                   |
| 最大スピード        | 142km/h                                                                 |
| IQ                  | 92                                                                      |
| ライダー            | ヨウカン（アニメ）                                                      |
| 能力チャート表      | スピード 5 アタック 4 IQ 7 スタミナ 7 ディフェンス 5 ワイルドブラスト 5 |

ゴケグモ種。発掘地域：密林地帯。本能解放技：スパイダーポイズン。
武装・装備
ジェットアンカー
腹部にある器官で、先端からデススレッドと呼ばれる糸を噴射する。ジェットアンカー自体を発射することも可能で、何かに引っかけて移動に使ったり、振り回して武器として使ったりできる。
ヴェノムスパイク
運動性に優れる8本脚。毒腺が通っており、本能解放時には刃物状の先端部を相手に突き刺して毒を注入する。
フラップ
飛行時のステアリングに使用するフラップ。腹部の上と左右にある。
ジェット噴射口
デススレッドを霧状にしたジェット噴射により短距離の跳躍を可能とする器官。なお、デススレッドを霧状にした状態はデスフォグと呼ばれる。
スレッドウィンチ
ジェットアンカーに繋がっているチェーンスレッドを巻き取る器官。ボリューションタンクと呼ばれる毒タンクも内蔵する。本能解放時には大きく展開し、特に第2形態時は前方の向けて張り出す。
スキャニングアイ
4つの眼部で、立体的に空間を把握する能力に優れる。それぞれ四方向を同時に視認することも可能。
鋏角（きょうかく）
太い毒腺が通っている牙。

劇中の活躍
ゾイドワイルド（アニメ）
ヨウカンのパートナーとして登場。
ゾイドワイルドZERO
ジャンク屋の機体として登場。

### スパイデスのバリエーション
ピンク・スパイデス
公式外伝『ゾイドワイルド EX-ZERO』のストーリー、および作例に登場。民間人のキャロル・シュシュが搭乗するゾイド。基本はスパイデスと同様だが、迷彩を目的にピンク色に塗装されている。また、民間機であるため毒性が抜かれ、安全性のためワイルドブラストにはリミッターがかけられている。
作例は小澤京介が担当。

## ZW19 ファングタイガー
| ファングタイガー FANG TIGER | ファングタイガー FANG TIGER                                             |
| --------------------------- | ----------------------------------------------------------------------- |
| 番号                        | ZW19                                                                    |
| 所属                        | シュプリーム団                                                          |
| 種族                        | サーベルタイガー種                                                      |
| 骨格分類                    |                                                                         |
| サイズ／動力                | M型／モーター動力                                                       |
| 本能解放技                  | 虎振（とらぶり）                                                        |
| 発掘地域                    | ワイルド大陸 砂漠地帯                                                   |
| 全長                        | 7.7m                                                                    |
| 全高                        | 5.3m                                                                    |
| 体重                        | 42.2t                                                                   |
| 最大スピード                | 218km/h                                                                 |
| IQ                          | 92                                                                      |
| ライダー                    | ベーコン（アニメ・漫画）                                                |
| 能力チャート表              | スピード 8 アタック 9 IQ 7 スタミナ 7 ディフェンス 6 ワイルドブラスト 8 |

サーベルタイガー種。発掘地域:砂漠地帯。本能開放技：虎振（とらぶり）。
希少種のサーベルタイガー種ゾイド。時速200kmを越すスピードを活かした攻撃を得意とする。
1000体のゾイドと闘えるだけのパワーがあると言われており、 アニメでは搭乗者なしでもデスメタルのラプトール小隊を難なく蹴散らした。音も立てずに敵に忍び寄り、ボルトシックルと呼ばれる牙で敵を仕留める。本能解放技は、剥き出しにした2本の巨大な牙ツインドファングを振り下ろして敵を両断する虎振（とらぶり）。
大容量の蓄電金属細胞を持っているため、エレキジェネレーターから1000万ボルトの稲妻を発生させることが可能。ツインドファングも電気を帯びており、近づく敵を感電させるだけで無く、収束した1,000万ボルトの電撃を発射することも可能。なお、蓄電能力の影響で骨格自体も磁気を帯びているため、冒険者の方位磁針に反応したことが発掘のきっかけとなった。
ゾイドワイルドシリーズの企画段階では主人公ゾイドにする案もあって最初に開発された。2018年9月末放送のアニメ第13話後から発売を待望する声が挙がり、2019年1月に実際にキットが発売されると店舗販売分は完売した。
武装・装備
ボルトシックル
長くて鋭利な銀色の牙。
爪
俊敏な動きと走りに特化したとされる四肢の爪で、音も立てずに崖や木を上ることもできる。
ツインドファング
背部にある2本の大きな牙。普段は折りたたまれているが、本能解放時に前方に向き出しになる。切り裂きにも突き刺しにも使える鋭利さを誇り、収束した1,000万ボルトの電撃を発射する能力もある。
起動骨
腰部にあるゾイドに刺激を与える骨。
パンテラアーマー
通常時に、ツインドファングを格納している外装アーマー。
エレキジェネレーター
背部にある3本の背ビレ状の部位で、1,000万ボルトの稲妻を発生させる器官。
サンダーテイル
電気ムチとして武器となる尻尾。

劇中の活躍
ゾイドワイルド（アニメ・漫画）
ベーコンの相棒として登場。アニメではギャラガー専用ギルラプターにも優勢に戦う。デスレックスに対しては、本能解放より上位となる「極限解放」による捨て身の戦いで善戦するが、最後は一歩及ばずにデスレックスに噛み砕かれた。ベーコンは落命したがタイガー自身は生き延びており、フリーダム団の前に現れると戦いの傷が残る身体でデスメタル四天王のゾイドたちを追い込んだ後に再び森へ去る。デスメタルとの最終決戦で再び姿を現した時は、ベーコンの幻影を伴ってワイルドブラストを発動し、ベーコンの想いが込められた咆哮でグラキオサウルスとパキケドスの洗脳を解いた。
ゾイドワイルドZERO
21世紀初頭のゾイドクライシス発生時に、赤いファングタイガーが2機出現した

### ファングタイガーのバリエーション
ファングタイガー改
| ファングタイガー改 | ファングタイガー改                                                                                         |
| ------------------ | --- |
| 所属               | 帝国 |
| 種族               | サーベルタイガー種                                                                                         |
| ライダー           | アルドリッジ（ZERO）                                                                                       |
| 武装               | ツインドファングx1 A-Zショートレーザーガンx2[22] 全天候型ハイパワーブースターx2[22] 対地誘導ミサイルx2[22] |
『ゾイドワイルドZERO』第20話で初登場したアルドリッジ専用ファングタイガー。ランド博士からの特務のためアルドリッジに渡された黒いファングタイガー。スピードを強化するバーニア、目標捜索用レーダー、ステルス機能などが追加された単独潜入工作任務に特化した仕様となっている。また、追加武装としてA-Zレーザーガンなども付与されているため戦闘能力も高い。第22話では演習中の共和国部隊を蹴散らしたほか、狭い空間での戦いでライジングライガーにも勝利している。

## ZW20 ディメパルサー
| ディメパルサー DIMEPULSAR | ディメパルサー DIMEPULSAR                                               |
| ------------------------- | ----------------------------------------------------------------------- |
| 番号                      | ZW20                                                                    |
| 所属                      | デスメタル帝国                                                          |
| 種族                      | ディメトロドン種                                                        |
| 骨格分類                  |                                                                         |
| サイズ／動力              | M型／モーター動力                                                       |
| 本能解放技                | マッドオクテット                                                        |
| 発掘地域                  | ワイルド大陸 鉱山地帯                                                   |
| 全長                      | 9.5m                                                                    |
| 全高                      | 5.1m                                                                    |
| 体重                      | 38.0t                                                                   |
| 最大スピード              | 97km/h                                                                  |
| IQ                        | 93                                                                      |
| ライダー                  | トリュフ（アニメ）                                                      |
| 能力チャート表            | スピード 4 アタック 7 IQ 7 スタミナ 6 ディフェンス 5 ワイルドブラスト 7 |

ディメトロドン種。発掘地域：鉱山地帯。本能解放技：マッドオクテット。
高周波パルスによる電子戦を得意とする中型ゾイド。
武装・装備
スペクターフィン
ディメパルサーの背鰭。4対のアンテナで構成され、通常時は1対ずつ合わさっている。
野生解放時には左右に展開する。そこから高周波パルスを拡散放射するマッドオクテットで周囲のゾイドを撹乱し感電させる。
インシュレータークロー
四肢の爪。
インシュレーターカウル
頭部を覆う装甲。
パルスチューナー
スペクターフィン基部の左右に備わる。
エレキテイル
ディメパルサーの尾部。
パルスコア
胴体に内蔵。

劇中の活躍
ゾイドワイルド（アニメ）
トリュフが搭乗するもう一体のゾイド。第32話でステゴゼーゲが倒された後に登場し、マッドオクテットでフリーダム団のゾイド全機を電磁パルスでマヒさせたが、復元から稼働まで早過ぎたためにデスブラストの負荷に耐えられなかったために撤退した。第36話ではデスレックスのDNAを落とし込まれてパワーアップし、ディロフォスと連携させたマッドオクテットは、ゾイドのみならずライダーに悪影響を及ぼすまでに増大した。新たな必殺技「ファイナルマッドオクテット」では、デスレックスが過去に食らってきたゾイドのDNAの記録に作用して、シュプリーム団のグラキオサウルス・アンキロックス・パキケドスの3体を洗脳し、本来のライダーとの究極の絆を断ち切らせた。ただし、その圧倒的なパワーに比例して想像以上の負荷が発生するため長時間の使用はできない。その後、デスロッキーに向かうフリーダム団の前に再び立ち塞がるが、デスメタルに反旗を翻したドレイクによりギルラプターの音速殺でスペクターフィンを破壊され、アラシとワイルドライガーによって倒された。
ゾイドワイルドZERO
帝国軍の偵察部隊として登場し、無線傍受を行っていた。武器も装備されているが、戦闘能力は高くない。

### ディメパルサーのバリエーション
ディメパルサー全方位射撃仕様
| ディメパルサー全方位射撃仕様 | ディメパルサー全方位射撃仕様                                                 |
| ---------------------------- | ---------------------------------------------------------------------------- |
| 種族                         | ディメトロドン種                                                             |
| 武装                         | ウイングカッターx2[37] A-Zレーザーガンx6[37] A-Zインパクトレーザーガンx6[37] |
タカラトミー公式の改造例。追加装備は、キャンペーン配布の「公式武器改造セット」やイベント配布の「コマンドアタッカーユニット」を用いている。
前後に12基のレーザーガンを装備して砲撃戦能力を、後脚にウイングカッターを装着して近接戦能力を強化したディメパルサー。
ディメパルサー 40TH
特殊部隊「40 TROOPERS OF HORIZON」仕様。

## ZW21 アンキロックス
| アンキロックス ANKYROCKS | アンキロックス ANKYROCKS                                                |
| ------------------------ | ----------------------------------------------------------------------- |
| 番号                     | ZW21                                                                    |
| 所属                     | シュプリーム団                                                          |
| 種族                     | アンキロサウルス種                                                      |
| 骨格分類                 |                                                                         |
| サイズ／動力             | M型／モーター動力                                                       |
| 本能解放技               | 金剛旋撃衝（こんごうせんげきしょう）                                    |
| 発掘地域                 | ワイルド大陸 平原地帯                                                   |
| 全長                     | 9.6m                                                                    |
| 全高                     | 2.6m                                                                    |
| 体重                     | 40.0t                                                                   |
| 最大スピード             | 151km/h                                                                 |
| IQ                       | 92                                                                      |
| ライダー                 | アボカド（アニメ） キャビア（アニメ）                                   |
| 能力チャート表           | スピード 6 アタック 8 IQ 7 スタミナ 7 ディフェンス 7 ワイルドブラスト 8 |

アンキロサウルス種。発掘地域：平原地帯。本能解放技：金剛閃撃衝（こんごうせんげきしょう）。
頑丈な背中の装甲と、武器となるハンマー状の尾を特徴とする中型ゾイド。アーマーは頑丈ながら中空かつ軽量なので運動性に優れているが、移動速度自体は遅い。普段の性格は比較的温厚とされる。
本能解放すると、尾のメイステイルを振り上げて背中の上で豪快に振り回して敵を攻撃する。
アニメではアボカドのパートナー。第37話でディメパルサーが放った「ファイナルマッドオクテット」により、パキケドス、グラキオサウルスと共に洗脳され、ワイルドブラストも強制解除されてしまう。その後ギャラガーの発案でデスメタルの戦力にされ、グラキオサウルス同様デスブラスト用に改造され、ガブリゲーターを失ったキャビアの道具として搭乗するようになる。後にゾイド寺院でアボカドと再会するも、容赦なく襲ってくる。さらにキャビアからアンキロックスに乗って多くの人々に手をかけたことを知り、これ以上の犠牲を出させないためにアボカドはアラシにアンキロックスを倒すよう頼み、アラシもまた仲間のゾイドを倒したくないという思いに悩まされながらもワイルドライガーのキングオブクロー・スパイラルで一刀両断する。最期は相棒の目の前で正気を取り戻し、看取られながら死亡した。
武装・装備
ロックバック
アンキロックスの背中を保護する装甲。
ヘッドスパイク
後頭部の棘。
ウイングリブ
背中の側面に並んだ棘。
メイステイル
アンキロックスの尾部。
バッシュボーン
メイステイルの先端に備わるハンマー。本能解放時に展開する。ロックバックとバッシュボーンは、地中に埋まっている期間が長いほど頑丈になるとされる。

## ZW22 ギルラプター（指揮官機）
#ギルラプターのバリエーションを参照。

## ZW23 ディロフォス
| ディロフォス DILOFOS | ディロフォス DILOFOS                                                    |
| -------------------- | ----------------------------------------------------------------------- |
| 番号                 | ZW23                                                                    |
| 所属                 | デスメタル帝国                                                          |
| 種族                 | ディロフォサウルス種                                                    |
| 骨格分類             | 小型2足恐竜骨格                                                         |
| サイズ／動力         | S型／ゼンマイ動力                                                       |
| 本能解放技           | ジャミジャミング                                                        |
| 発掘地域             | ワイルド大陸 鉱山地帯                                                   |
| 全長                 | 5.9m                                                                    |
| 全高                 | 3.1m                                                                    |
| 体重                 | 9.2t                                                                    |
| 最大スピード         | 116km/h                                                                 |
| IQ                   | 61                                                                      |
| ライダー             |                                                                         |
| 能力チャート表       | スピード 4 アタック 4 IQ 5 スタミナ 7 ディフェンス 2 ワイルドブラスト 6 |

ディロフォサウルス種。発掘地域:鉱山地帯。本能解放技:ジャミジャミング。
通信能力を持つゾイド。ディメパルサーの高周波パルスを複数のディロフォスが増幅して一斉に放射することで、辺り一帯の敵をまとめて行動不能にさせる。ラプトールと骨格が似ているので、これらの化石が同時に見つかると復元に時間がかかるらしい。
武装・装備
エアクラウン
頭に生えた1対の鶏冠。
ディスラペル
頭の両脇に備わる襟巻き。
ディスシールド
背中に備わるシールド。普段はディスラペル共々後方に倒れており、本能解放時に前へ起き上がる。
ジャミジャミングは相手を撹乱する技。
オーバルボム
胴体に装備。
ダンパー
足に装備。

## ZW24 パキケドス
| パキケドス PACHYCEDOS | パキケドス PACHYCEDOS                                                   |
| --------------------- | ----------------------------------------------------------------------- |
| 番号                  | ZW24                                                                    |
| 所属                  | シュプリーム団                                                          |
| 種族                  | パキケファロサウルス種                                                  |
| 骨格分類              |                                                                         |
| サイズ／動力          | M型／モーター動力                                                       |
| 本能解放技            | 弾丸鈍波（だんがんどんぱ）                                              |
| 発掘地域              | ワイルド大陸 平原地帯                                                   |
| 全長                  | 8.2m                                                                    |
| 全高                  | 3.8m                                                                    |
| 体重                  | 34.8t                                                                   |
| 最大スピード          | 172km/h                                                                 |
| IQ                    | 52                                                                      |
| ライダー              | ガーリック（アニメ） トリュフ（アニメ） キャビア（アニメ）              |
| 能力チャート表        | スピード 6 アタック 8 IQ 4 スタミナ 6 ディフェンス 6 ワイルドブラスト 8 |

パキケファロサウルス種。本能解放技:弾丸鈍波（だんがんどんぱ）。
首・脚・尾がスプリング構造になっており、軽快に動き回りながら頭部のヘッドギア「バンプヘッド」で打撃を与える戦法が得意な中型ゾイド。跳躍力にも優れる。助走後に音や物理的刺激を受けると興奮状態になり制御が難しくなるという。機動力重視のゾイドであるために装甲は必要最低限となっており、後ろからの攻撃には弱い。
首は工場用スプリングの開発に活用されたという。
アニメではガーリックのパートナー。第37話ではディメパルサーが放った「ファイナルマッドオクテット」により、アンキロックス、グラキオサウルスと共に洗脳され、ワイルドブラストも強制解除されてしまう。その後ギャラガーの発案でデスメタルの戦力にされ、デスブラスト用に改造された。主にトリュフが登場していたが、ディメパルサーが回復した後は一時的キャビアが登場したこともあった。その後再びトリュフが乗ることになるが、駆けつけたファングタイガーのワイルドブラストの咆哮によりグラキオサウルスと共に元に戻った。
武装・装備
バンプヘッド
頭頂部に露出した堅い骨。スプリングボーンに直結している。
ボスクラウン
バンプヘッドに備わる角。普段は左右に倒れており、本能解放時に起き上がる。
スプリングボーン
頭から背骨にかけて内蔵された、伸縮自在の骨。
弾丸鈍破は、スプリングボーンを伸縮させることでバンプヘッドを連続で突き出す打撃技。
レシプロバンカー
パキケドスの背部。
グリップクロー
パキケドスの両足に備わる爪。

## ZW25 ビーストライガー
| ビーストライガー BEAST LIGER | ビーストライガー BEAST LIGER                                               |
| ---------------------------- | -------------------------------------------------------------------------- |
| 番号                         | ZW25                                                                       |
| 所属                         | ZCF（2） 無所属（ZERO）                                                    |
| 種族                         | ライオン種                                                                 |
| 骨格分類                     | 4足獣骨格                                                                  |
| サイズ／動力                 | M型／モーター動力                                                          |
| 進化解放技                   | 第1段階:ビースト・オブ・クロー 第2段階:ビースト・オブ・クロー 破(ブレイク) |
| 発掘地域                     | 不明                                                                       |
| 全長                         | 8.7m                                                                       |
| 全高                         | 4.5m                                                                       |
| 体重                         | 51.6t                                                                      |
| 最大スピード                 | 235km/h                                                                    |
| IQ                           | 107                                                                        |
| ライダー                     | レオ・コンラッド（ゾイドワイルドZERO） 獣機カイ（ゾイドワイルド2）         |
| 能力チャート表               | スピード 8 アタック 9 IQ 8 スタミナ 8 ディフェンス 6 ワイルドブラスト 9    |

白と赤のタテガミが特徴的な伝説のライオン種ゾイド。生息地域・発掘地域がともに不明であるため発見は非常に困難とされるが、復元すると未知の力が宿っていると言われているため、多くの人間が捕獲しようと企んでいる。
戦闘能力・運動能力は元々高いが、進化解放すると機体各部の運動効率がさらに向上してより攻撃的な形態となる。背中のEB（エヴォブラスト）ユニットにあるタテガミクローは進化解放技によって2段階に展開され、レッドタテガミクローを使う第1段階がビースト・オブ・クロー、さらにゴールドタテガミクローを使う第2段階がビースト・オブ・クロー 破（ブレイク）となる。「ゾイドワイルドZERO」第1話ではキャノンブルの9連徹甲弾を躱して超硬角を切断する活躍を見せた。
武装・装備
咆哮砲
吼え声を拡張する機能。
クロー
高い攻撃力を誇る鋭くて大きいクロー。
レッドフリル
頭部から背部にかけてあるタテガミ。空気抵抗の調整、感覚器、ライダーの保護などの役割がある。
タテガミクロー
背中に折りたたまれている巨大な爪。タテガミが鋭利な爪状に変化した武器で、進化解放第1段階で出現する3本の赤い爪を「レッドタテガミクロー」、レッドタテガミクローの中から第2段階で出現する黄金の爪を「ゴールドタテガミクロー」と呼ぶ。
放熱フィン
身体に蓄積された熱を放出する部位。機体各部の運動効率が上がると赤く輝く。
起動骨
腰部にあるゾイドに刺激を与える骨。
ウイングテイル
バランス保持に役立つ尻尾。物理的に攻撃する武器にもなる 。

劇中の活躍
ゾイドワイルドZERO
主人公のレオ・コンラッドの相棒として第1話より登場。レオが自ら発掘・修理した灰色のライオン種ゾイドとして「ライガー」と呼んでおり、口笛で駆けつけてくるほどの信頼関係を築いていた。物語当初は頭部と前脚の一部のみアーマーがある不完全な状態だったが、サリー・ランドの謎のペンダントの光を浴びて「ビーストライガー」となる。
ゾイドワイルド2
主人公の獣機カイの相棒として第1話より登場。ZFCにも全く情報が無い伝説のゾイドであるため起動が禁止されていたが、落雷による起動とレッドケルベロスの襲撃により、ゾイドメンテナンス要員だったカイが勝手に改造して相棒とした。
ゾイドバトルカードハンター
ゾイドカードZ-01弾より本機とそのバリエーション機が実装された。

### ビーストライガーのバリエーション
火山地帯仕様
復元の書の「ゾイド改造計画書」に掲載されている改造例。
敵軍が計画した超高温地帯での活動を想定した改造計画。炎の中を切り裂いて加速するためのウイングとブースター、灼熱の大地でも脚を保護するクローグローブを追加装備とする。機体を制御するため、拘束仕様のキャップを使用したり、従来機より強力な洗脳が施されたりしており、額にライダーが搭乗するキャノピーが設置される。

水陸両用仕様
復元の書の「ゾイド改造計画書」に掲載されている改造例。
地上のレーダーに探知されない海中から敵地に侵略するための改造機。頭部のライダー搭乗部はクリアバイザーで保護されており、背中・四肢・尾に装備したハイドロジェットで水中を移動する。ただし、海中移動には優れるが海中での戦闘には不向き。また、ハイドロジェットは地上ではブースターとして運用できるため一時的な高速移動に使うこともできるが、装備重量が大きいため長時間の地上運用は負荷が大きい。

ビーストライガーコマンドストライカー
パーフェクトヒューマン片山によるタカラトミー公式カスタマイズ。2019年7月からのキャンペーンで配布された公式改造武器を使った作例。
4つのレーザーキャノン砲を装備したことで中距離攻撃能力が向上、前脚の大型クローと尾部の円型カッターにより格闘性能も強化している。キャノン砲による中距離攻撃をしながら、タテガミクローによる近接攻撃で敵ゾイドを撃破する戦闘スタイルを得意とする。

ビーストライガー高機動強襲仕様
| ビーストライガー高機動強襲仕様[注 2] BEAST LIGER ABU | ビーストライガー高機動強襲仕様[注 2] BEAST LIGER ABU                                             |
| ---------------------------------------------------- | ------------------------------------------------------------------------------------------------ |
| 種族                                                 | ライオン種                                                                                       |
| 全長                                                 | 8.9m[74]                                                                                         |
| 全高                                                 | 5.0m[74]                                                                                         |
| 体重                                                 | 61.4t[74]                                                                                        |
| 最大スピード                                         | 250km/h[74]                                                                                      |
| IQ                                                   | 107[74]                                                                                          |
| 能力チャート表[74]                                   | スピード 9 アタック 10 IQ 8 スタミナ 7 ディフェンス 6 エヴォブラスト 9                           |
| 武装                                                 | A-Z インパクトキャノン砲×2 A-Z 対空4連装砲×1 A-Z 超電磁ブレード×2 全天候型ハイパワーブースター×2 |
ZW30改造武器アサルトブーストユニットの改造マニュアルに掲載された作例。ビーストライガーABU（アサルトブーストユニット）。
背中にはタテガミクローに代わってA-Zインパクトキャノン砲を搭載し、砲撃をしながら全天候型ハイパワーブースターによる高速移動で敵ゾイドとの距離を縮めることが可能。近接武器として展開式のA-Z超電磁ブレードを、対空武器としてA-Z対空4連装砲も装備しており、スピードアップと共に近・中距離攻撃・近接に対応する強化型として開発された。
ゾイドワイルドバトルカードハンターのZ-01弾で実装され、期間限定ボスバトルなどに登場する。

ビーストライガー遠距離砲撃仕様
| ビーストライガー遠距離砲撃仕様 | ビーストライガー遠距離砲撃仕様                                                                                        |
| ------------------------------ | --- |
| 種族                           | ライオン種 |
| 武装                           | A-Z 2連装キャノン砲×2[78] A-Z 対空速射砲×2[78] A-Z 10連装マニューバミサイルポッド×2[78] A-Z 3連チャージミサイル×2[78] |
ZW31改造武器バスターレーダーユニットの改造マニュアルに掲載された作例。
A-Z 対空速射砲とA-Z 10連装マニューバミサイルポッドを両前脚に、タテガミクローの両脇にA-Z2連装キャノン砲とA-Z 3連チャージミサイルに装備する。2連装キャノン砲とチャージミサイルは、通常時は後方を向いているが、速射砲とミサイルポッドで敵を仕留めきれない時に、タテガミクローと共に前方に向けて展開し、敵を追撃する。

ビーストライガーフルアームズ
コロコロコミック2019年8月号に掲載された作例。世界最速のビーストライガー改造例として「禁断の兵器改造（FORBIDDEN ARMS CUSTOM）」と謳っている。
ビーストライガーにキャノンブルとバズートルの武器を移植し、中・遠距離の砲撃戦にも完全対応した改造ライガー。EBユニット（タテガミクロー）をキャノンブルのMBユニット（9連キャノン砲）に換装し、バズートルのA-Z対空レーザー砲をMBユニットの両側面に装着。さらに、A-Z680口径バズーカ砲を胴体右側に、カスタマイズパーツのA-Zレーザーガンを左前肢に、410口径ミサイルポッドを左後脚に装備している。

ビーストライガー光学迷彩仕様
| ビーストライガー光学迷彩仕様 BEAST LIGER OPTICAL CAMOUFLAGE VERSION | ビーストライガー光学迷彩仕様 BEAST LIGER OPTICAL CAMOUFLAGE VERSION |
| ------------------------------------------------------------------- | ------------------------------------------------------------------- |
| 番号                                                                | ZW25oc                                                              |
| 種族                                                                | ライオン種                                                          |
主要パーツ（ボーンとアーマー）が透明または半透明素材となっている限定版ビーストライガー。パッケージには「OPTICAL CAMOUFLAGE VERSION」、同梱の補足説明文は「ZW25oc ビーストライガー光学迷彩仕様」と表記された。
漫画『ゾイドワイルド2』の関連特典としてコロコロコミック2019年11月号の読者に抽選プレゼントとなった限定版。2020年1月の次世代ワールドホビーフェア'20WInterでイベント限定販売されている。

ビーストライガーゼロ
『ゾイドバトルカードハンター』に登場するビーストライガーの伝説の亜種。ライガーゼロを彷彿とさせるホワイトカラーが基調となっている。アサルトブーストユニットを装備した「ビーストライガーゼロ ABU」も登場する。
2019年12月実施の企画ではゲームプレイヤーに「ビーストライガーゼロ アーマーパーツキット」が抽選でプレゼントされた。同キットは、通常版ビーストライガーで白い成形色であるアーマーパーツ部分の差し替えパーツで、半透明ホワイトになっている。

アームドライガー
公式外伝『ゾイドワイルド EX-ZERO』のストーリー、および作例に登場。共和国軍特殊部隊、ブルーブラッドのシシオ・リュウが搭乗する。ワイルドライガーとアームドライガーのミッシングリンクとなるライオン種のゾイドで、近接戦闘力は他のライガーに勝るとも劣らないとされる。火器を現地調達する特殊部隊の事情からハードポイントが増設されており、これがアームドライガーの名の由来となっている。
作例は小澤京介が担当。ビーストライガーとワイルドライガーのミキシングによって製作されている。
アームドライガー（ヘヴィアーマー仕様）
『ゾイドワイルドEX-ZERO』のストーリー、作例に登場。アームドライガーの背部にキャノンブルの9連キャノン砲、前肢部にアーマーを取り付けた形態。

ビーストライガー 禍鎧
『モンスターハンターシリーズ』20周年記念とのコラボ。マガイマガドをベースとしている。

## ZW26 キャノンブル
| キャノンブル CANNON BULL | キャノンブル CANNON BULL                                                |
| ------------------------ | ----------------------------------------------------------------------- |
| 番号                     | ZW26                                                                    |
| 所属                     | 帝国（ZERO） レッドケルベロス（2）                                      |
| 種族                     | バッファロー種                                                          |
| 骨格分類                 | 4足牛種骨格                                                             |
| サイズ／動力             | M型／モーター動力                                                       |
| 兵器解放技               | 9連装徹甲弾                                                             |
| 発掘地域                 | 大陸北東部 草原地帯                                                     |
| 全長                     | 7.7m                                                                    |
| 全高                     | 5.1m                                                                    |
| 体重                     | 50.4t                                                                   |
| 最大スピード             | 170km/h                                                                 |
| IQ                       | 92                                                                      |
| ライダー                 | リュック（ZERO） プレディ・ラプソディ（2）                              |
| 能力チャート表           | スピード 6 アタック 8 IQ 7 スタミナ 7 ディフェンス 8 ワイルドブラスト 8 |

キャノン砲やミサイルを多数搭載したバッファロー種の中距離砲撃用中型ゾイド。野生のブルは角と刃物状の尾で敵と戦う接近戦を得意としていた。改造装備の搭載に耐えうる頑丈な体を持つことから、重火力・重装甲を施された。兵器解放により背部に搭載するMB（マシンブラスト）ユニットのブレッドシールドが開くと、内蔵されていた中央・左・右で合計9連装のキャノン砲から3連ずつ同時砲撃を行う9連装徹甲弾（ナインバーストキャノン）により、圧倒的な火力で敵を制圧できる。野生のブルは比較的多く発掘されるため個体数が多く、丈夫な体で改造が容易で、個体差の少ないことによるメンテナンス性の高さなどの利点があるため、戦場での稼働率やライダーからの信頼は高い。
武装・装備
Z-Oバイザー
戦闘に特化した兵器として扱うために目を塞ぐバイザー。
超硬角（ちょうこうかく）
鉄より硬いと言われている角。長寿の妙薬として粉末が高値で売られていたこともある。
3連ミサイルポッド
3連装の自動追尾ミサイル発射装置。
ヘヴィスパイク
頑丈な四肢の蹄。
9連キャノン砲
通常形態時は背中のるMBユニットに収納されている9連装のキャノン砲。兵器解放時にはブレッドシールドが展開して発射態勢になる。
ブレッドシールド
通常形態時は背中に搭載するMBユニットの9連キャノン砲を覆っている硬質のシールド。兵器解放時には展開してライダーを保護する。
フラックアーマー
防弾性能の高い装甲だが、砲撃時にはフィンから放熱ができる構造になっている。
起動骨
腰部にあるゾイドに刺激を与える骨。
シュレッドテイル
尾の先端は刃物状になっており、背後の敵を切り裂ける。

劇中の活躍
ゾイドワイルドZERO
帝国軍リュック隊長の乗機として第1話より登場。第8話以降は前両脚にA-Z対空レーザー砲を追加装備したリュック隊長機が登場、ノーマルタイプの僚機2機と共にビーストライガー追撃の任務にあたった。ライガーに勝利したことこそ無いが、第22話ではライジングライガーにも劣らないパワーを見せていた。
第12話では、赤いボディに黒いアーマーの機体がジェノスピノ随伴部隊に多数配備され、共和国軍と交戦した。
ゾイドワイルド2
レッドケルベロスのプレディ・ラプソディの乗機として第1話より登場。角で敵を持ち上げる「ブルリフト」、そのまま敵を投げる「キャノンブルスロー」などの技を披露した。

### キャノンブルのバリエーション
対空長距離砲撃仕様
復元の書の「ゾイド改造計画書」に掲載されている改造例。
敵軍が捕獲したキャノンブルの改造計画で、Z-Oバイザーなどが切除されて本来のゾイドの形態に戻されている。背中ユニットに対空砲を追加装備し、頭部の超硬角もライフル砲に換装、さらに前脚と尾部にも火器などを複数搭載しており、火力が大幅に強化された改造機。

対地遠距離砲撃仕様（隊長機）
復元の書の「ゾイド改造計画書」に掲載されている改造例。
砲撃部隊の隊長機として計画された機体。遠距離から命中精度の高い砲撃ができるよう重心を低く設計して安定感を増した一方で、移動速度は低下した。大型主砲を持つ砲塔を背負っており、その発射に耐えうるように強化された四肢は大型化している。接近戦に持ち込まれた場合に備えて、角は長く鋭くなった。

フルバーストキャノンブル
パーフェクトヒューマン片山によるタカラトミー公式カスタマイズ。2019年7月からのキャンペーンで配布された公式改造武器を使った作例。
MBユニットの両サイドに長距離火器のA-Zロングレンジレーザーガンを2基、ボディの前後左右に中距離火器のA-Zインパクトレーザーガンを10基、その他含め全16基のレーザーキャノン砲を追加で装備した。9連キャノン砲と合わせて、全弾発射により敵を殲滅する火力を誇る

キャノンブル近中距離戦仕様
| キャノンブル近中距離戦仕様 | キャノンブル近中距離戦仕様                                                          |
| -------------------------- | ----------------------------------------------------------------------------------- |
| 種族                       | バッファロー種                                                                      |
| 武装                       | 超硬角x2[28] メガランスx2[28] A-Zレーザーガン×2[28] A-Zインパクトレーザーガン×2[28] |
タカラトミー公式の改造例。
超硬角とメガランスを追加装備して近接戦闘力を強化し、各種砲撃武器も追加してバランス良く近中距離戦を強化した機体。

キャノンブル遠距離対空砲撃仕様
| キャノンブル遠距離対空砲撃仕様 | キャノンブル遠距離対空砲撃仕様 |
| ------------------------------ | --- |
| 種族                           | バッファロー種 |
| 武装                           | A-Z 2連装キャノン砲×2[78] A-Z 対空速射砲×2[78] A-Z 10連装マニューバミサイルポッド×2[78] フレキシブルアーム×2[78] A-Z 3連チャージミサイル×2[78] |
ZW31改造武器バスターレーダーユニットの改造マニュアルに掲載された作例。
多数の火器を増設した改造キャノンブル。9連キャノン砲の両側に追加したA-Z対空速射砲で遠距離対空砲撃能力を獲得し、フレキシブルアームにより装備されたA-Z3連チャージミサイルで敵が予測できない砲撃を行う。

キャノンブル最終試験型(カッター機)
公式外伝『ゾイドワイルド EX-ZERO』のストーリー、および作例に登場。帝国軍のテストパイロット、カッター・ベルグ少尉の機体。基本仕様はキャノンブルと変わらないが、カッターは軍の意向に背き、ゾイド本来の意志・生命力を尊重するためZ-0バイザーの片目を破壊している。また、機体色はカッターを迎えた際に自然とボーンが紅、装甲が黒へと変色した。
作例は小澤京介が担当。Z-0バイザー部に加工を施したほか、各部の肉抜きをパテで埋めてある。

## ZW27 ラプトリア
| ラプトリア RAPTORIA | ラプトリア RAPTORIA                                                     |
| ------------------- | ----------------------------------------------------------------------- |
| 番号                | ZW27                                                                    |
| 所属                | 共和国軍（ZERO） ZCF（2）                                               |
| 種族                | ヴェロキラプトル種                                                      |
| 骨格分類            | 小型2足恐竜ボーン                                                       |
| サイズ／動力        | S型／ゼンマイ動力                                                       |
| 進化解放技          | ヘキサスラッシュ                                                        |
| 発掘地域            | 大陸北西部 森林地帯                                                     |
| 全長                | 5.9m                                                                    |
| 全高                | 3.3m                                                                    |
| 体重                | 9.7t                                                                    |
| 最大スピード        | 134km/h                                                                 |
| IQ                  | 62                                                                      |
| ライダー            | ジョー・アイセル（ZERO）                                                |
| 能力チャート表      | スピード 5 アタック 6 IQ 5 スタミナ 6 ディフェンス 3 ワイルドブラスト 7 |

多数の爪を持つヴェロキラプトル種の小型ゾイド。発掘当初はラプトールと同じだと思われていたが、復元後に灼熱地帯に生息していたラプトールの突然変異とされた。脚以外に6本の爪が身体に生えているのが特徴で、爪が翼のように横に伸びて駆け抜けながら敵を切り裂く攻撃を得意とするものや、3本爪が横に連なって一降りの攻撃力が優れたものなどが個体差による亜種は多い。
進化解放のヘキサスラッシュは、前肢のクレセントクローで切り込み、背中のドスクローで突き刺し、スラッシュクローで相手を切り裂くという連続攻撃。近距離攻撃であれば大型ゾイドにも引けを取らないとされる。
武装・装備
クレストレーダー
頭部にある2本のとさか。レーダーのような役割を果たしている。
クレセントクロー
前肢の爪。その名の通り三日月のような形状をしている。
ドスクロー
背中にある鋭い鉤爪。進化解放時に前方に突き出される。
スラッシュクロー
両肩と両脚にあるナイフ状の爪。進化して切れ味が鋭くなっており、進化解放時には刃先が前を向く。
オーバルボム
腹部に抱えている卵形の爆弾。アニメでは遠隔操作による起爆が可能。
爪
脚部の鋭い爪。通常攻撃などに使われる。
ダンパー
走行時に衝撃を吸収したり、ジャンプ力を向上させる役割のあるかかと。
尻尾
バランス保持する機能に加え、感情表現にも用いられる 。

劇中の活躍
ゾイドワイルドZERO
女性考古学者ジョー・アイセルの相棒の「ラプちゃん」として第4話より登場。両脇にA-Z対空速射砲を追加装備している。小型のジャミンガ程度であればある程度は蹴散らせるが、戦闘能力は高くないとされる。一方で、第8話ではワイルドブラストによりキャノンブル2機を倒したり、第15話ではドスクローをロングアサルトキャノンに換装して砲撃を加えるなど、戦闘で活躍している場面も多い。薄い青色で同じ装備のラプトリアは共和国軍で多数配備されている。
ゾイドワイルド2
ZCFのゾイドとして複数機が配備されている。

### ラプトリアのバリエーション
陸上偵察仕様
復元の書の「ゾイド改造計画書」に掲載されている改造例。
ラプトリアの偵察特化型。索敵のために、頭部にカメラガン、背中にレドームを装備している。両脚にはブースターが取り付けられており、小回りの利くラプトリアをさらに高速化した。前肢には大きな爪を連ねており、接近戦の武器になると同時に、岩山などをよじ登って偵察を行う時に役立つ。アーマー部のカラーリングは、緑を基調とした森林用三色迷彩。

夜間砲撃戦闘仕様
復元の書の「ゾイド改造計画書」に掲載されている改造例。
敵軍による鹵獲機改造計画。武装は、ドスクローの代わりに背中に搭載する中距離砲、前方攻撃用に胸部に据えられた小型散弾銃、後方攻撃のために尾部の小型レーザーガン。さらに頭部には夜間戦闘で役立つ暗視スコープも備えている。

ラプトリア ラフィネ
『ゾイドワイルドバトルカードハンター』のバトハン戦記に登場するラプトリアの亜種。
期間限定でセブカユーザー限定ボスとして実装されたほか、ストーリー中では共和国軍シャイニングランス隊のユアが騎乗している。

## ZW28 バズートル
| バズートル BAZOOTLE | バズートル BAZOOTLE                                                     |
| ------------------- | ----------------------------------------------------------------------- |
| 番号                | ZW28                                                                    |
| 所属                | 帝国軍（ZERO） レッドケルベロス（2）                                    |
| 種族                | ワニガメ種                                                              |
| 骨格分類            | 4足獣（短胴短足）骨格                                                   |
| サイズ／動力        | M型／モーター動力                                                       |
| 兵器解放技          | 全弾発射                                                                |
| 発掘地域            | 大陸北東部 湿原地帯                                                     |
| 全長                | 6.0m                                                                    |
| 全高                | 3.8m                                                                    |
| 体重                | 48.0t                                                                   |
| 最大スピード        | 89km/h                                                                  |
| IQ                  | 95                                                                      |
| ライダー            | シェル（ZERO）                                                          |
| 能力チャート表      | スピード 3 アタック 7 IQ 7 スタミナ 4 ディフェンス 9 ワイルドブラスト 8 |

ワニガメ種の中型ゾイド。発掘当初はガノンタスの亜種だと考えられていたが、鋭い爪を持つことから別種に分類されることになった。元々ほぼ全身を覆っていた甲羅上のアーマーは複合装甲化され、さらに多数の重火器を踏査ししているため後方援護射撃を得意としている。重装甲・重武装の反面、重量が増加しているため移動速度は比較的遅い。
全弾発射（アヴァランチファイア）と呼ばれる兵器解放を発動させると、フロントシェルが降りて頭部・前脚を防護し、バックシェルとサイドシェルが展開してA-Z680口径バズーカ砲が出現する。バズーカ砲、A-Z対空レーザー砲、270口径4連ミサイル、410口径ローテーションミサイル、410口径ミサイルポッドによる大火力による一斉攻撃を行う。ただし、兵器解放時は各部のシェルが開かれるため防御力がやや低下している。
武装・装備
Z-Oバイザー
視界を抑制して兵器として制御するためのバイザー。
フロントシェル
甲羅の前部分。兵器解放時には前方に移動して、頭部と前脚を防護する。
バックシェル
甲羅の背面部分。背甲羅とも呼ばれる。
サイドシェル
甲羅の両側面部分。側甲羅とも呼ばれる。
A-Z680口径バズーカ砲
貫通力の高い大口径バズーカ砲。ガノンタスのガノンキャノンを参考に開発された長砲身砲。通常時は背中に折りたたまれており、兵器解放時に発射態勢となる。
A-Z対空レーザー砲
バックシェルの両側面に搭載する対空レーザー砲。有効射程は短いものの、飛行ゾイドなどの素早く動く的にも追随できる性能がある。
270口径4連ミサイル
両側面のサイドシェルに埋め込まれている4連装のミサイルランチャー。相手を牽制することを目的とした小口径ミサイルを発射する。
410口径ミサイルポッド
右側面のサイドシェル内側に収納されている8連装ミサイルランチャー。兵器解放時に展開されて追尾ミサイルを発射する。
410口径ローテーションミサイル
左側面のサイドシェル内側に収納されている回転式ミサイルランチャー。兵器解放時に展開されてミサイルを高速で連続発射が可能。
起動骨
腰部にあるゾイドに刺激を与える骨 。

劇中の活躍
ゾイドワイルドZERO
シェル軍曹の乗機として第2話より登場。夜間演習でギルラプター部隊を圧倒した。
ゾイドワイルド2
レッドケルベロスのゾイドとして登場。

### バズートルのバリエーション
重装備中距離砲撃仕様
復元の書の「ゾイド改造計画書」に掲載されている改造例。
機動力の低下と引き換えに、攻撃力と防御力をさらに向上させたバズートル。背中には回転砲塔が搭載され、短砲身ながら砲口径が太い主砲は、中射程ながら高火力・高精度の砲撃が可能となった。また、後方への攻撃に対応する複座も設置されている。

レーザー砲撃強化仕様
復元の書の「ゾイド改造計画書」に掲載されている改造例。
レーザー戦特化型タイプ。A-Z対空レーザー砲を頭部に移設し、バックシェルには長射程のA-Zロングレンジレーザーガンを追加装備して攻撃力がアップしている。機体側面には衝撃緩和のためのサイドスカートを装備して防御力も高められている。さらに、高感度レーダーにより遠方の敵を察知する能力も付与されている。

バズートル砲撃戦強化仕様
| バズートル砲撃戦強化仕様 | バズートル砲撃戦強化仕様                                                                                |
| ------------------------ | --- |
| 種族                     | ワニガメ種                                                                                              |
| 武装                     | A-Zレーザーガンx4[28] A-Zインパクトレーザーガンx8[28] パワーライフル×2[28] ロングアサルトキャノン×2[28] |
タカラトミー公式の改造例。
近・中・長距離の各レンジに対応した火器を追加装備した全射程対応型。重火力の支援強化機として城塞や防壁の破壊も可能。

バズートル遠距離対地砲撃仕様
| バズートル遠距離対地砲撃仕様 | バズートル遠距離対地砲撃仕様 |
| ---------------------------- | --- |
| 種族                         | ワニガメ種 |
| 武装                         | A-Z 2連装キャノン砲×2[78] A-Z 3連チャージミサイル×2[78] A-Z 10連装マニューバミサイルポッド×2[78] A-Z680口径バズーカ砲×1[78] A-Z対空レーザー砲x2[78] |
ZW31改造武器バスターレーダーユニットの改造マニュアルに掲載された作例。
A-Z 2連装キャノン砲・A-Z 3連チャージミサイル・A-Z 10連装マニューバミサイルポッドを前方に向けて追加装備し、正面火力を大きく強化したバズートル。バズートルの従来装備と併せて、7種類の火砲による一斉砲撃は、敵ゾイドの反撃を許さないほどの一斉集中射撃となる。
プロトタイプバズートル
ホビージャパン誌掲載の公式外伝『ゾイドワイルドEX-ZERO』に登場。作例は各種の戦車模型から流用したパーツが取り付けられている。

## ZW29 スナイプテラ
| スナイプテラ SNIPTERA | スナイプテラ SNIPTERA                                                    |
| --------------------- | ------------------------------------------------------------------------ |
| 番号                  | ZW29                                                                     |
| 所属                  | 帝国軍（ZERO） レッドケルベロス（2）                                     |
| 種族                  | プテラノドン種                                                           |
| 骨格分類              | 2足飛行恐竜骨格                                                          |
| サイズ／動力          | M型／モーター動力                                                        |
| 兵器解放技            | 絶対狙撃                                                                 |
| 発掘地域              | 大陸北東部 山岳地帯                                                      |
| 全長                  | 8.9m                                                                     |
| 全高                  | 4.0m                                                                     |
| 体重                  | 45.4t                                                                    |
| 最大スピード          | 538km/h                                                                  |
| IQ                    | 101                                                                      |
| ライダー              | クリストファー・ギレル（ZERO） 大空イルカ（2）                           |
| 能力チャート表        | スピード 10 アタック 6 IQ 7 スタミナ 8 ディフェンス 5 ワイルドブラスト 8 |

プテラノドン種のゾイド。本来のプテラノドン種は軽量化された骨格構造で滑空する飛行ゾイドだったが、大出力ジェットエンジンの搭載により従来の2倍以上の速度で飛行できるように改造された（飛行時はジェット推進だけでなく羽ばたきによる推進力も併用）。
装備している火器による空中からの狙撃を得意としており、両翼の下にあるガトリング砲やミサイルの乱射で敵の動きを封じ、腔内のスナイパーライフルで敵を仕留める絶対狙撃（アブソルートショット）という兵器解放技を持つ。
キットは赤いカラーリングだが、パッケージにはグレーのスナイプテラが映っており、アニメ・漫画ではエースパイロット級のライダーが赤、一般のライダーがグレーとなる。
武装・装備
Z-Oバイザー
視界を抑制して兵器として制御するためのバイザー。
スコープクレスト
頭部のトサカの先端が光学照準器となっており、兵器解放時に前方に展開して敵ゾイドを狙う。
センシングビジョン
頭部のトサカに備わる高精度の熱感知センサーで、空中から敵の存在を感知できる。
A-Zスナイパーライフル
喉の奥に装備する長砲身ライフル。高い命中精度を誇る狙撃銃。
ドラム型ミサイルランチャー
胴体に装備する回転ドラムに内蔵された格納式ミサイルランチャー。飛行時の空気抵抗を考慮して薄型になっている。
フォースバレルガトリング
両翼下に装備している4銃身のガトリング砲。主に牽制射撃に用いられる火器で、作戦に応じて装着部位は変更可能。
ジェットエンジン
両翼に埋め込まれた2基の大出力ジェットエンジン。従来のプテラノドン種ゾイドの飛行速度を倍増以上にする推進力がある。
カッターウイング
両翼の鋭利な羽根。軽量化改造されているが、敵を切り裂く武器として使用可能。
スマートボム
尾部に抱えている対地爆撃用の誘導爆弾。
起動骨
腰部にあるゾイドに刺激を与える骨。

劇中の活躍
ゾイドワイルドZERO
ギレル中尉の専用機として赤いスナイプテラが第3話より登場。洋上演習でガブリゲーター部隊を圧倒し、銃火器未装備のビーストライガーに対しても終始優勢に戦う。赤い機体はエースパイロット用で、一般兵は薄い青色のスナイプテラに搭乗する。第14話で一時的にディアス中佐にスナイプテラが貸し出された時は、突貫工事で両翼に長距離ライフルを装備して火力を増強し、ジェノスピノ迎撃に挑んでいる。
第19話より、一般機より濃い青色でカラーリングされたメルビル専用機のスナイプテラが登場。口の中のA-Zスナイパーライフルと引き換えに増設シートが取り付けられて2人乗りが可能で、リジェネレーションキューブ端末を探すランド博士を搭乗させた。また、左翼のガトリング砲も取り外されている。
ゾイドワイルド2
レッドケルベロスの大空イルカが搭乗するゾイド。
ゾイドバトルカードハンター
ゾイドカードZ-01弾より実装されている。

### スナイプテラのバリエーション
情報部隊撃仕様
復元の書の「ゾイド改造計画書」に掲載されている改造例。
情報収集に特化した仕様で、大型レドーム・通信用アンテナ・高感度レーダー・ガンマイクなどを装備する。Z-Oバイザーが換装された赤外線カメラは、撮影した画像を瞬時に味方へと送信できる。高精度の索敵能力を持つ偵察機である。

爆撃機仕様
復元の書の「ゾイド改造計画書」に掲載されている改造例。
敵地に単機で突入して目標を殲滅するための爆撃機型スナイプテラ。頭部左右にミサイルポッド、頭頂部にレーザーガン、両翼の下に大型弾道ミサイルと対地バズーカを装備するなど火力が大幅に増強されている。大量の武器搭載に耐えうるよう両翼・脚部などにブースターが増設されているので、アーマー形状の変更と合わせて、飛行速度はノーマルタイプより向上している。

スナイプテラ限定キリングレッドVer.
アーマーパーツがより鮮やかな紅色となったスナイプテラ。
コロコロコミック2019年8月号の読者に抽選プレゼントとなった限定カラーバリエーション。

スナイプテラ高速近接戦闘仕様
ZW30改造武器アサルトブーストユニットの改造マニュアルに掲載された作例。
スナイプテラ遠距離砲撃仕様
| スナイプテラ遠距離砲撃仕様 SNIPTERA BRU | スナイプテラ遠距離砲撃仕様 SNIPTERA BRU |
| --------------------------------------- | --- |
| 所属                                    | 帝国軍（バトハン戦記） |
| 種族                                    | プテラノドン種 |
| 全長                                    | 8.9m[104] |
| 全高                                    | 4.1m[104] |
| 体重                                    | 54.7t[104] |
| 最大スピード                            | 513km/h[104] |
| IQ                                      | 101[104] |
| ライダー                                | エリザ（バトハン戦記） |
| 能力チャート表[104]                     | スピード 10 アタック 8 IQ 7 スタミナ 7 ディフェンス 5 エヴォブラスト 8 |
| 武装                                    | A-Z3連チャージミサイルx2[78] エクステンシブ・レドームx1[78] A-Z2連装キャノン砲×2[78] A-Z対空速射砲×2[78] A-Z10連装マニューバミサイルポッド×2[78] フレキシブルアーム×2[78] |
ZW31改造武器バスターレーダーユニットの改造マニュアルに掲載された作例。スナイプテラBRU（バスターレーダーユニット）。
背中にチャージミサイルとエクステンシブ・レドーム、両翼の下に対空速射砲と2連装キャノン砲、頭部両側面（両頬）にミサイルポッドを追加装備して火力が大幅にアップしている。また、通常時は両翼下に直づけされていたフォースバレルガトリングは、フレキシブルアームに装着されて全方向に敵を追尾・攻撃が可能になった。一方で、通常のスナイプテラより飛行能力は低下している。
『ゾイドワイルドバトルカードハンター』のバトハン戦記では、帝国軍ファントム隊のエリザが操縦するゾイドとして登場。

## ZW32 スティレイザー
| スティレイザー STYLASER | スティレイザー STYLASER                                                  |
| ----------------------- | ------------------------------------------------------------------------ |
| 番号                    | ZW32                                                                     |
| 所属                    | 帝国軍（ZERO）                                                           |
| 種族                    | スティラコサウルス種                                                     |
| 骨格分類                | 4足大型恐竜骨格                                                          |
| サイズ／動力            | L型／モーター動力                                                        |
| 兵器解放技              | 電撃の壁                                                                 |
| 発掘地域                | 大陸南西部 平原地帯                                                      |
| 全長                    | 10.1m                                                                    |
| 全高                    | 6.1m                                                                     |
| 体重                    | 77.0t                                                                    |
| 最大スピード            | 142km/h                                                                  |
| IQ                      | 119                                                                      |
| ライダー                | アルドリッジ（ZERO） ノックス（ZERO）                                    |
| 能力チャート表          | スピード 5 アタック 9 IQ 8 スタミナ 5 ディフェンス 10 ワイルドブラスト 9 |

スティラコサウルス種の大型ゾイド。頑丈で耐荷重の大きい骨格を活かして、重量の大きい大容量蓄電システム（ハイパワーアキュムレーター）を内蔵しており、高電圧出力を行うことができる。また、本来のスティラコサウルス種の特徴であるフリルの角（ホーンレット）がレーザーガンに換装されるなど火器も充実しておりら、近距離電撃・中距離砲撃を得意とする戦闘ゾイドとなっている
兵器解放技は電撃の壁（プラズマウォール）と呼ばれる攻撃で、砲撃を行いながら敵に突進、ガンソードを突き刺して相手の動きを止め、高電圧の電撃でトドメを刺す戦法である。この攻撃では、強烈な電撃と衝撃で相手ゾイドの運動機能を奪うことができる反面、大容量の電力を消費するためスティレイザー自身の動きも鈍る。
武装・装備
Z-Oバイザー
視界を抑制して兵器として制御するためのバイザー。
A-Zガンソード
突撃砲を兼ねた鼻先の角。
エレクトロフリル
角竜の特徴である後頭部の襟巻きで、スパークエレクトロードが多数埋め込まれている。兵器解放を行う時には前方にせり出す。
スパークエレクトロード
体内に蓄積した電気を高電圧で出力する電極。
スタンホーン
目の上にある角で、スパークエレクトロードが密集しているのでスタンガンのような働きをしている。
A-Z2連対空砲
フリルの上端部にある2連装の対空砲。使用時には前方に折れ曲がる。
A-Zショートレーザーガン
フリルの両側面にある計4門のレーザーガン。中距離からのレーザー砲撃を多方向に発射して弾幕を張ることができる。
ハイパワーアキュムレーター
体内に内蔵する大容量蓄電池。
リアクティブアーマー
体の随所に施された爆発反応装甲で、被弾時に装甲が浮き上がることで衝撃を分散緩和する構造となっている。
対地誘導ミサイル
両脚部に2発ずつ装備されている対地ミサイル。
起動骨
腰部にあるゾイドに刺激を与える骨 。

劇中の活躍
ゾイドワイルドZERO
帝国軍アルドリッジ少佐の乗機として第4話で初登場。同じ角竜種（トリケラトプス種）ゾイドのトリケラドゴス改との対決では、互角の砲撃戦の後にパワー勝負となった格闘戦で勝利している。
ゾイドバトルカードハンター
ゾイドカードZ-01弾より実装されている。

### スティレイザーのバリエーション
寒冷地仕様
復元の書の「ゾイド改造計画書」に掲載されている改造例。
氷結対策・防寒処理が施された寒冷地対応型のスティレイザー。寒冷地特有の連日の悪天候下でも通信が行えるよう最新型のエクステンシブ・レドームが尾部に追加されている。追加兵装は、A-Z対空速射砲・A-Z3連装チャージミサイル・A-Z10連マニューバミサイルなど。青系と薄いグレー系の色を組み合わせた雪上迷彩風のカラーリングが施されている。

工作師団仕様
復元の書の「ゾイド改造計画書」に掲載されている改造例。
多数の工作機械を搭載し、前線陣地構築などを得意とする改造機。鼻先の掘削用大型ドリル、スタンホーンを換装したパイルバンカー、エレクトロフリルを応用したクローアーム、ドーザーやショベルなどを搭載しており、現場の状況に合わせて工作装備は換装が可能。地底の掘削能力もあることから、敵首都の急襲を図る坑道戦に用いることも検討された。アーマー部などは濃いブラウンカラーで塗られている。

スティレイザー（カッター機）
公式外伝『ゾイドワイルドEX-ZERO』に登場。黒と赤を基調としたスティレイザーで、左目のZ-Oバイザーが破損し眼が露出した状態となっている。脚部にはA-Zロングレンジレーザーガンを持つほか、頭部のフリル部はマシンブラストする際に突起部分から電流が流れスタンガンのように攻撃することが可能となっている。

## ZW33 ジェノスピノ
| ジェノスピノ GENOSPINO | ジェノスピノ GENOSPINO                                                    |
| ---------------------- | ------------------------------------------------------------------------- |
| 番号                   | ZW33                                                                      |
| 所属                   | 帝国軍→合同軍（ZERO） レッドケルベロス（2）                               |
| 種族                   | スピノサウルス種                                                          |
| 骨格分類               | 2足巨大恐竜骨格                                                           |
| サイズ／動力           | XL型／モーター動力                                                        |
| 兵器解放技             | 殲滅破壊                                                                  |
| 発掘地域               | 大陸北東部 硫酸海海底                                                     |
| 全長                   | 13.7m                                                                     |
| 全高                   | 6.5m                                                                      |
| 体重                   | 158.0t                                                                    |
| 最大スピード           | 210km/h                                                                   |
| IQ                     | 138                                                                       |
| ライダー               | アルドリッジ（ZERO） ギレル（ZERO）                                       |
| 能力チャート表         | スピード 7 アタック 10 IQ 9 スタミナ 7 ディフェンス 7 ワイルドブラスト 10 |

希少なスピノサウルス種の巨大ゾイド。水脈を自由に行き来できる水陸両用ゾイドで、水中からの奇襲攻撃を得意とする。その巨大な骨格の大半は硫酸海の深い海底に埋まっていたが、全くの損傷・溶解がみられなかったため、発掘した帝国技術陣を驚愕させた。 
兵器開放技は、前方に迫り出した背ビレ「ジェノソーザー」を巨大な円盤ノコギリにして、超高速回転で敵を断ち切る殲滅破壊（ジェノサイドクラッシャー）。同時に、敵に噛みついて口内のA-Z高熱火炎放射器も併用して攻撃する。ジェノスピノの操縦は、他の通常ゾイドよりかなり難しいとされ、乗りこなせるのは超一流のゾイドライダーのみだと言われている。
キットは2019年のクリスマス商戦直前に発売され、好調な売れ行きとされている
武装・装備
Z-Oバイザー
視界を抑制して兵器として制御するためのバイザー。
ノーズホーン
敵を突き刺すことのできる鋭い口先で、内部に水中で敵を探知するソナーがある。
ウェーブファング
湾曲した巨大な顎に生えそろった牙。滴の装甲を噛み砕くパワーがある。
A-Z高熱火炎放射器
口内に備える火炎放射器。約5,000度の高熱を発射して噛みついた敵を溶解させる。
キャタピラードライブ
装甲に装備している水流電磁推進システム。首部のインテークから吸入した水を足と尻尾のフィンダクトから噴射し推進力を得る。
スパイククロー
ジェノスピノの後脚に装備。岩場を登ったり水底を流されないように掴んで歩くために使われる。
ジェノソーザー
ノコギリ状の背ビレ。兵器解放時には8枚刃の円盤ノコギリ状に変形する。
ソーザーバルカン
ジェノソーザーの各刃に備え付けられたバルカン砲。ジェノソーザーの回転により全方位を攻撃できる武器。
A-Zロングキャノン
両脚部に装備する対ゾイド用の大型キャノン砲。主に地上戦で使う武器で、敵の装甲を貫く徹甲弾を発射する。
A-Z魚雷ランチャー
ジェノソーザーの両脇に装備する単装の魚雷発射管。着水後に敵を追尾するホーミング対潜魚雷を発射する。
スモークディスチャージャー
腰にあるスモーク弾発射機。
起動骨
腰部にあるゾイドに刺激を与える骨 。

劇中の活躍
ゾイドワイルドZERO
第1話冒頭のゾイドクライシスで水中から出現。世界の1/3を滅ぼした伝説的なゾイドとして言い伝えられていた。帝国ではコリンズ准将の指揮により、ランド博士の手で発掘・復元が進められ、発掘された部分骨格をたジャンク屋から買い取るなどして集めていた。玩具の設定よりかなり巨大なゾイドとして描かれる。復元完了後、病死したコリンズの後を引き継いだシーガル准将によりアルドリッジがライダーとなる。「好戦的なコリンズの暴挙」に偽装してキャノンブルなどの随伴機と共に共和国領に侵攻。グラキオサウルスを含む共和国防衛部隊を蹴散らし、ビーストライガーのビーストオブクロー破を軽々と受け止めて破壊、トリケラドゴス改を真っ二つに両断するなど圧倒的な力を見せつけた。そのままネオヘリックまで侵攻するが、リジェネレーション・キューブの力で再起し、ビーストライガーから進化したライジングライガーによってゾイドコアを貫かれて活動を停止。共和国と帝国の和平交渉の象徴として現地で保存することとなった。
その後、反乱を起こしたランドとシーガルが擁するオメガレックスへの対抗手段として両国合意の下、ゾイドコアが修復されて復活。当初は共和国の条件でディアスが搭乗する予定であったがギレルの思いを察し彼に搭乗権を譲り、ギレルがライダーとなって対決するが、荷電粒子砲の威力とジェノサイドクラッシャーすら跳ね返すバリアに苦戦。荷電粒子砲に右半身を焼かれジェノソーザーを失いながらも、集束シールドを破壊して一時撤退には何とか追い込んだ。再びオメガレックスが出現した際、空輸され帝国内で対決。パワーならばジェノスピノが上とするギレルの操縦でオメガレックスと格闘戦を繰り広げるが、次第におされ始め投げ飛ばされた直後に荷電粒子砲が直撃し戦闘不能に陥るが、強固なボディは原形を留めていた。
ランドとイレクトラ・ゲイトがゼログライジスを復活させ地球生物一掃活動を起こした際には、機能が一時的に停止し謎の物体に包まれているゼログライジスを破壊するためギレルの操縦の下、ディアスの操縦するオメガレックスと共に戦線に立つ。その前座のゼロファントスたちが発生させるゾイド石化光をものともせずゼロファントスの群れを蹴散らし、謎の物体をジェノソーザーで切り裂く。その後荷電粒子砲により破壊された物体の中から完全体となったゼログライジスと対峙するも、オメガレックス共々赤子の手をひねるようにあしらわれてジェノソーザーも破壊され、ゼログライジスのグライジスコアより現れたリングの疑似ブラックホールに吸い込まれてしまう。
ゾイドワイルド2
レッドケルベロスのゾイドとして登場。ベースとなったスピノサウルス種ゾイドはティラノサウルス種を超える強さがあり、かつて復元された時には超大国の空母を両断した実績から、最強ゾイドと呼ばれるようになった。

### ジェノスピノのバリエーション
ファイアージェノスピノ
復元の書の「ゾイド改造計画書」に掲載されている改造例。
火山地帯での活動を目的としたバリエーション機。武器は、胴体領側に装備したA-Zロングレンジ2連装キャノン砲のほか、大型化して火力が1.5倍になったA-Z高熱火炎放射器。アーマーは炎のイメージでペイントされたような赤を基調とした色で、耐熱性能が高いコーティングが施されている。

プラズマカッター装備仕様
復元の書の「ゾイド改造計画書」に掲載されている改造例。
主武装とも言えるジェノソーザーを強化し、プラズマカッターを搭載した改造ジェノスピノ。プラズマカッターの発生する高熱は7,000度に及び、鉱山すら切断する威力を誇る反面、消費エネルギーが極大なので追加装備している予備電源すら瞬く間に使い切ってしまうのが難点。グリーン系のボディに黒いアーマーのカラーリング。

ジェノスピノ暴走形態
コロコロコミック2019年12月号で応募抽選されたカラーバリエーション機。
アーマーが真紅のカラーリングとなっている赤いジェノスピノ。
ジェノスピノ銀龍形態
コロコロコミック2020年1月号で応募抽選されたカラーバリエーション機。
白銀のアーマーを身に纏っているのが特徴。
サイコジェノスピノ
『ゾイドワイルド列伝』に登場。真帝国の残党によって開発された機体で、ジェノスピノにゼログライジスの培養した因子が組み込まれたほか、フランク・ランド博士の思念(Rシステム)が搭載されている。

## ZW34 ガトリングフォックス
| ガトリングフォックス GATLING FOX | ガトリングフォックス GATLING FOX                                         |
| -------------------------------- | ------------------------------------------------------------------------ |
| 番号                             | ZW34                                                                     |
| 所属                             | 帝国軍→無所属（ZERO） ZCF（2）                                           |
| 種族                             | キツネ種                                                                 |
| 骨格分類                         | 4足獣骨格                                                                |
| サイズ／動力                     | M型／モーター動力                                                        |
| 進化解放技                       | 幻影機関砲                                                               |
| 発掘地域                         | 大陸北部 寒地荒原地帯                                                    |
| 全長                             | 8.9m                                                                     |
| 全高                             | 4.6m                                                                     |
| 体重                             | 41.0t                                                                    |
| 最大スピード                     | 260km/h                                                                  |
| IQ                               | 160                                                                      |
| ライダー                         | バーン・ブラッド（ZERO） 獣機シュウザ（2）                               |
| 能力チャート表                   | スピード 9 アタック 7 IQ 10 スタミナ 7 ディフェンス 8 ワイルドブラスト 7 |

主に寒地荒原に生息していたキツネ種のゾイド。全身を覆う白銀の装甲「オプティカル・ステルスアーマー」と半透明の骨格「インビジブル・ボーン」により、光学迷彩能力を持っている。俊敏性も高いため、隠密行動や諜報活動も得意とする。
武装改造は帝国軍により強行されていたが、ある人物たちによってZ-Oバイザーが外されたことで脱走したとされる。アニメでは、フォックスが暴走してバーンと共に彷徨っていたところボーマン博士によりバイザーが取り外されている。
A-Zインフィニティガトリングとダブルバスターライフルによる進化解放技幻影機関砲（ファントムガトリング）で周囲を掃射する。
武装・装備
リフレクトイヤーズ
可聴域の広い耳。周囲の敵ゾイドの動きを音で把握できる。
パルス圧縮レーダー
喉元にあるレーダー。ミサイルなども察知できる能力がある。
インビジブル・ボーン
特殊な分子構造を持つ骨格。分子が個々に周囲に合わせて色を変えることにより、身体を透明に見せることができる。
オプティカル・ステルスアーマー
暗視スコープやレーダーも捉えにくいほどの高いステルス性を持つアーマー。インビジブル・ボーン同様に透明化機能も有する。
2連ソードオフ・ショットガン
近距離の敵を攻撃する短銃身ショットガン。2連装砲を胸部両側と両前脚で、4基（合計8門）を装備する。アニメでは銃身の大部分は格納されており、発射時に飛び出してくる。
A-Zインフィニティガトリング
背部に装備する大型の6銃身ガトリング砲。最大で毎秒100発の連射が可能。
ダブルバスターライフル
ガトリング砲の両側にある中射程の2連装砲。通常時は折りたたまれて後方を向いているが、進化解放時に前方に向いて射撃体勢になる。アニメでは青色の光弾を発射している。
マルチプルランチャー
尻尾に内蔵された砲口 。閃光弾やフレア弾など状況に合わせた多目的な弾種を装備しており、発射時にカバーが開いて上方に向けて発射する。
起動骨
腰部にあるゾイドに刺激を与える骨 。

劇中の活躍
ゾイドワイルドZERO
バーン・ブラッドの相棒として第5話で初登場、帝国軍の最新鋭ゾイドとして完成の暁には量産化する計画だった。実戦テストで大きな戦果を挙げるが、Z-Oバイザーの不調が何度か繰り返され、ついに完全な制御不能になって戦線離脱する。森の中を彷徨っていた時にウォルター・ボーマン博士と出会い、バイザーによってゾイドコアに致命的な負荷がかかっていることが判明、バーンはバイザーを外してもらいフォックスと共に軍を抜けた。最新装備の情報漏洩を恐れる帝国軍の追跡部隊と何度か交戦しており、ナックルコング3機の一斉射撃は幻影機関砲で返り討ちにしたが、用意周到な作戦の後に登場したスティレイザーの電撃の壁には太刀打ちできなかった。
ゾイドワイルド2
獣機カイの兄シュウザの相棒。

### ガトリングフォックスのバリエーション
特殊部隊仕様
復元の書の「ゾイド改造計画書」に掲載されている改造例。
単独での敵地破壊工作を行う特殊部隊への配備を想定して、帝国軍が計画した武装強化案。用心深いキツネ種を確実に洗脳するバイザーを取り付けており、フォースバレルガトリングを両肩と尾部で3基、背中にA-Z対空速射砲、前脚にはA-Z10連装マニューバミサイルポッド、後脚にはエクステンシブ・レドームなどを装備する。アーマーの色は黒。

高速戦闘仕様
復元の書の「ゾイド改造計画書」に掲載されている改造例。
武装を強化した帝国軍に対して、速度で対抗する試作機。背中に発掘品の大型ブースター1基と全天候型ハイパワーブースター2基を搭載、6枚のテイルアーマーが展開すると尻尾の内部からメインブースターが出現する構造となっている。開いたアーマーが推力偏向機能を兼ねており、背面ブースターの推進力との干渉を防ぐ。高速移動時の姿勢制御のために、両肩・両前脚に逆噴射ノズル、四肢に安定走行用スラスターを備える。全身の赤いカラーリングは、剛性強化のための特殊コーティングである。

ガトリングフォックス ナイトブルーVer.
コロコロコミック2019年10月で応募抽選されるカラーバリエーション機。限定メタリックVer.とも表記される。
カラーリングが、メタリック調のナイトブルーになっている。
白上フブキ専用ガトリングフォックス
VTuber白上フブキとのコラボレーション機。
カラーリングが、白上フブキに合わせて白色になっている。白上フブキのアクリルスタンドが付属。
ガトリングフォックス ミツネ
『モンスターハンターシリーズ』20周年記念とのコラボ第2弾。タマミツネをベースとしている。

## ZW35 ドライパンサー
| ドライパンサー DREI PANTHER | ドライパンサー DREI PANTHER                                             |
| --------------------------- | ----------------------------------------------------------------------- |
| 番号                        | ZW35                                                                    |
| 所属                        | 帝国軍（ZERO、バトハン戦機） レッドケルベロス（2）                      |
| 種族                        | パンサー種                                                              |
| 骨格分類                    | 4足獣骨格                                                               |
| サイズ／動力                | M型／モーター動力                                                       |
| 進化解放技                  | 地獄の三連刃                                                            |
| 発掘地域                    | 大陸西部 森林地帯                                                       |
| 全長                        | 8.1m                                                                    |
| 全高                        | 4.2m                                                                    |
| 体重                        | 49.8t                                                                   |
| 最大スピード                | 206km/h                                                                 |
| IQ                          | 145                                                                     |
| ライダー                    | スピーゲル（ZERO） パンク・ブラック（2） ディース（バトハン戦記）       |
| 能力チャート表              | スピード 7 アタック 9 IQ 9 スタミナ 7 ディフェンス 8 ワイルドブラスト 9 |

パンサー種のゾイド。骨格がライオン種やサーベルタイガー種に酷似しているが、爪の形状により判別可能。
遠近の両方に対応できる優れた戦闘能力と、単独隠密行動を可能とする極めて高いステルス性能を両立している。背面装備は任意にパージできるため、重武装ゾイドでありながら俊敏性を引き出す戦い方もできる。
通常状態（完全形態）では両脇に折りたたまれているシャドウシールドが、威嚇状態になると翼のように上に展開し、シールド内に隠していた三連刃のA-Zドライブレードによって敵を切り裂く地獄の三連刃（ドライスラッシュ）を兵器解放技としている。
武装・装備
Z-Oバイザー
視界を抑制して兵器として制御するためのバイザー。
エアーインテーク
武器からの排熱をするために口の中に備えられた放熱フィン。
シャドウクロー
敵を切り裂く四肢の爪。衝撃を吸収するので足音を立てずに歩行できる。
3連サイレントガン
サイレンサー装備により無音で発砲できる三連装砲。左右に2基（合計6門）装備する。
暗視スコープ
夜間戦闘を可能にする暗視スコープ。背面ユニットに搭載されている。
シャドウシールド
両肩部を守る丸い盾のような装甲。実体弾に対する防御のみならず、レーダーのレーザーの光なども反射する。
A-Zドライブレード
シャドウシールド内に収納されている3枚のブレード。兵器解放すると、展開したブレードを赤熱化するほどに高速で回転させ、多数の敵を一瞬で切り裂く。
ホリゾンタルアーマー
特殊炭素繊維を配合し、独特の多面体形状をした装甲。電波レーダーはもちろんのこと、体表温度調整機能により暗視装置・熱源感知・赤外線レーダーなどあらゆるセンサーに対するステルス性を誇る。
起動骨
腰部にあるゾイドに刺激を与える骨。
スタビライズアーマー
姿勢を制御する役割のある後部アーマー。起動骨を覆うように装備されている。

劇中の活躍
ゾイドワイルドZERO
帝国軍の新型ゾイドとして第13話より登場。スピーゲルがライダーとなり、ランド博士やシーガル准将らの指示により奇襲攻撃や潜入工作に投入された。光学迷彩を見破るほどの熱感知レーダーでガトリングフォックスも苦戦させたが、第27話で完全に敗北した。
ゾイドワイルド2
パンク・ブラックの乗機となるレッドケルベロス側のゾイドとして登場。
ゾイドワイルドバトルカードハンター
Z-03弾で実装された「バトハン戦記」では帝国軍のファントム隊として登場。ライダーはディース。共和国軍調査隊の先行部隊を壊滅させた。

### ドライパンサー のバリエーション
都市防衛線仕様
復元の書の「ゾイド改造計画書」に掲載されている改造例。
中・遠距離火力に特化した市街地戦仕様。都市迷彩が施されているが、従来のステルス性能も維持されている。背面武装はA-Z対空4連装砲（1基）とA-Z10連装マニューバミサイルポッド（左右2基）に、ドライブレードはジェノスピノと同じソーザーバルカンに換装され、さらにシールドにバズートルの440後継ローテーションミサイルを追加装備している。兵器解放技はソーザーバルカンを回転させつつ全ての火力を全方位に乱射するローリングブレイク。

格闘戦試作機
復元の書の「ゾイド改造計画書」に掲載されている改造例。
近接戦闘能力を最大限に高めて、パンサー種ゾイドの本来の長所である俊敏性・瞬発性を120%引き出したドライパンサー。背面に搭載していたMBユニットを取り外し、代わりにファングタイガーと同じユニット（ツインドファング）を搭載している。加えて、四肢のクローにコンバットクローを、前脚の両肩にA-Z超電磁ブレードを装備することで近接戦闘能力を大幅に強化。さらに、ブレードを翼のように展開しながら最高速度で走行すると、短距離なら滑空飛行も可能。遠距離攻撃型ゾイドの護衛任務などで運用される。原型機がクロヒョウのように黒一色のカラーリングだったのに対し、本機は黄色に塗装された装甲の随所に六角形のヒョウ柄のようなマーキングが確認できる。

## ZW36 ライジングライガー
| ライジングライガー RISING LIGER | ライジングライガー RISING LIGER                                           |
| ------------------------------- | ------------------------------------------------------------------------- |
| 番号                            | ZW36                                                                      |
| 所属                            | 共和国 ZCF（2）                                                           |
| 種族                            | ライオン種                                                                |
| 骨格分類                        | 4足獣骨格                                                                 |
| サイズ／動力                    | M型／モーター動力                                                         |
| 進化解放技                      | 第1段階:ライジングガンスラッシュ 第2段階:ライジングバーストブレイク       |
| 発掘地域                        | 不明                                                                      |
| 全長                            | 8.7m                                                                      |
| 全高                            | 4.8m                                                                      |
| 体重                            | 53.5t                                                                     |
| 最大スピード                    | 225km/h                                                                   |
| IQ                              | 107                                                                       |
| ライダー                        | レオ・コンラッド（ゾイドワイルドZERO） 獣機カイ（ゾイドワイルド2）        |
| 能力チャート表                  | スピード 8 アタック 10 IQ 8 スタミナ 8 ディフェンス 9 ワイルドブラスト 10 |

ビーストライガーを武装強化したライオン種ゾイド。伝説のライオン種の特徴とされるタテガミクローを人造のライジングユニットに換装しており、最強のライガー、野生と兵器と力を兼ね備えたゾイドなどと言われている。
最大の装備である背中のライジングユニットは、ライガーの戦闘力を最大限に引き出すために専用設計された人工的な装備である。ビーストライガー同様に進化解放技は2段階になっており、ライジングフリルを逆立てながらの咆哮砲で敵を威嚇した後、第1段階のライジングガンスラッシュではA-Zタテガミショットによる砲撃で敵を牽制しつつ高速で敵に接近、第2段階のライジングバーストブレイクでは長いリーチがあるA-Zタテガミブレードを展開して、インパクトリボルバーの爆発力により強力な斬撃を放つ。遠近のどちらにも対応する優れた戦闘能力に加え、全身を包む黄金色の装甲には光学兵器を防ぐ特殊コーティングが施されており、防御力も高い。
武装・装備
ライジングフリル／ライジングアーマー
項光学兵器を防ぐ特殊コーティングにより金色に輝く両頬のフリル（タテガミ）と全身の装甲。
ライジングクロー
高い破壊力を誇る四肢のクロー。装甲もついている。
ライジングユニット
ビーストライガーの背部に搭載している武装ユニット。
A-Z機関砲
ライジングユニットの右側に装備された機関砲。小型ゾイドであれば一掃できる威力がある。
A-Zタテガミブレード／A-Zタテガミショット
ライジングユニットの中央に備わる武器。通常時は後方に折りたたまれているが、進化解放すると前方に向けて展開されて攻撃態勢になる。タテガミショットは進化解放第1段階で使用可能になる銃剣付きのライフル。第2段階になると、タテガミクローを元に作られた長剣であるブレードが展開され、リボルバーの爆発力により抜群の切れ味を誇る。
インパクトリボルバー
ライジングユニットの左側にある回転式弾倉。A-Z機関砲の発射に合わせて回転するほか、タテガミブレード使用時にはブレードに爆発的なエネルギーを与える。
高性能放熱フィン
身体に蓄積された熱を瞬時に放出する部位。
起動骨
腰部にあるゾイドに刺激を与える骨。
ヘビーテイル
重たい上半身とのバランスを取るために、重い装甲が取り付けられた尻尾。そのため、物理的な攻撃も可能。

劇中の活躍
ゾイドワイルドZERO
ジェノスピノとの戦いにより致命傷を負ったビーストライガーが、リジェネレーションキューブの力により復活し、さらに強力な形態へと変化した姿として第14話で初登場。必殺の進化解放技ライジングバーストブレイクによりジェノスピノを倒す大金星を挙げた。ビーストライガーの時にはなかった銃火器を装備することで空の敵ゾイドにもある程度の対抗手段を持つなど、引き続きレオの相棒として活躍する。
ゾイドワイルド2
レッドケルベロスに捕まったシュウザの奪還を目指すカイが、相棒のビーストライガーを改造して誕生。武器パーツは、かつて逮捕された重犯罪者から没収して保管されていた改造兵器を勝手に取り付けたもの。三獣士のトラキチにも高度な改造が施されていると評された。さらに、オメガレックス対策として荷電シールドをあらかじめ装備しており、ライジングバーストブレイクにより荷電粒子砲を切り裂いて防いでいる。
ゾイドバトルカードハンター
ゾイドカードZ-02弾より実装。Z-03弾のバトハン戦記では共和国軍側のゾイドとしてストーリーに登場している。

### ライジングライガーのバリエーション
重武装仕様
復元の書の「ゾイド改造計画書」に掲載されている改造例。
ライジングライガーの重武装化プラン。前脚にA-Z対空4連装砲、後脚にA-Zインパクトキャノン砲、背部をライジングユニットに換えてA-Z対空速射砲を装備している。荷重の増加による機動力の低下は、腹部に増設した全天候型ハイパワーブースターにより補い、限界を超えた重武装による超火力と機動性を両立させようとしていた。アーマーは軍用車両を思わせるオリーブドラブ風の2色迷彩で塗装されている。

飛行試作機
復元の書の「ゾイド改造計画書」に掲載されている改造例。
空軍力で劣る共和国軍が、帝国飛行ゾイドを迎撃するために計画された改造ライジングライガー。ライジングユニットを取り外した背部には大型フライトユニットを搭載しており、空中の敵に接近攻撃することを想定している。しかし、フライトユニットの推進力や持続時間に課題を抱えている上、重量軽減のために装甲も極限まで軽量化したことにより防御力も大きく低下しているなど、問題も多い。マットなグレー系のカラーリングが施されている。

ライジングライガー高火力砲撃仕様
| ライジングライガー高火力砲撃仕様 RISING LIGER GCU | ライジングライガー高火力砲撃仕様 RISING LIGER GCU |
| ------------------------------------------------- | --- |
| 所属                                              | 共和国（バトハン戦記） |
| 種族                                              | ライオン種 |
| 全長                                              | 10.9m[134] |
| 全高                                              | 5.6m[134] |
| 体重                                              | 67.7t[134] |
| 最大スピード                                      | 185km/h[134] |
| IQ                                                | 107[134] |
| 能力チャート表[134]                               | スピード 7 アタック 10 IQ 8 スタミナ 7 ディフェンス 10 エヴォブラスト 10 |
| 武装                                              | A-Zロングレンジ2連装キャノン砲x2[135] パワーライフルx2[135] A-Z3連チャージミサイルx2[135] ウイングカッターx2[135] パンツァーファウストx2[135] エクステンシブ・レドームx1[135] |
ZW40改造武器グラビティキャノンユニットの改造マニュアルに掲載された作例。ライジングライガーGCU（グラビティーキャノンユニット）。
グラビティーキャノンユニットを装備したライジングライガー。このユニットそのものが、ライジングライガーを高火力砲撃戦闘に特化させるための改造ユニットとして開発されている。ロングレンジ2連装キャノン砲（A-Z2連装キャノン砲＋A-Zインパクトキャノン砲）とパワーライフルとチャージミサイルを組み合わせた大型重火器を装備しているが、その重量と砲撃時のブレを緩和するために、発射時には支持装置（スクエアシールド＋フレキシブルアーム）を必要とする。移動時には支持装置は折り畳むことができるものの、このユニット自体が機体への過大な負荷を掛けるために移動に適しておらず、基本的には戦地で装備されることを想定している模様。砲撃後は、武器の一部（ロングレンジキャノン砲の先端のA-Z2連装キャノン部分）と支持掃除をパージすることで、軽装になって戦闘に参加できるようになる。
『ゾイドワイルドバトルカードハンター』のバトハン戦記では、ブラックリバーブリッジ奪取作戦に参加したとされる。

ライガー・ジ・アーサー
| ライガー・ジ・アーサー LIGER THE ARTHUR | ライガー・ジ・アーサー LIGER THE ARTHUR                                  |
| --------------------------------------- | ------------------------------------------------------------------------ |
| 番号                                    | ZW36LA[138]                                                              |
| 所属                                    | ゼンダイ王国（2外伝） 共和国（バトハン戦記）                             |
| 種族                                    | ライオン種                                                               |
| 進化解放技                              | グングニル[138]                                                          |
| 全長                                    | 9.0m[139]                                                                |
| 全高                                    | 5.0m[139]                                                                |
| 体重                                    | 57.3t[139]                                                               |
| 最大スピード                            | 220km/h[139]                                                             |
| IQ                                      | 107[139]                                                                 |
| ライダー                                | アーサー・ランスロット（2外伝）                                          |
| 能力チャート表[139]                     | スピード 8 アタック 10 IQ 8 スタミナ 8 ディフェンス 10 エヴォブラスト 10 |
コロコロコミック2020年5月号の読者有料サービス（1万2,000個限定）となった限定ゾイド。デザイン原案は漫画家の森茶で、中世の騎士をイメージした「史上初の騎士ゾイド」。メタルシルバー調のボディカラーは、本機の限定生産のために開発された技術が採用された。
ライジングライガーを元に改造されたゾイドで、特殊コーティングが施されたアーサーフリル／アーサーアーマーなどの追加防具により高い防御力を有する。背中にはA-Zアーサーランスを装備しており、前方に展開したランスの貫通力の高い衝撃で一気に敵の急所を突く進化解放技グングニルは重装甲ゾイドも易々と貫く。ライジングライガーの進化解放技と同様にインパクトリボルバーの爆発力を利用する構造のためランスの刺突する威力は非常に高く、さらに、四方にエッジのある特殊形状になっているためランスは薙ぎ払い攻撃も可能。また、頭部には騎士の兜のバイザーを模したヘルメット装備のアーサーヘルムを被っており、前脚は攻撃力と防御力を向上させるクローガードを履いている。
パッケージには、ライジングライガーの「復元の書」に、ライガー・ジ・アーサーの「改造マニュアル」が付属する。リアルムービングキットのパーツは、色の変わったライジングライガーパーツに新規パーツが追加されているので、ライジングライガーとして組み立てることもできるが、ライジングユニットが専用に調整されているため、ライジングライガーとしてのエヴォブラストは正常に動作しない場合がある。
武装・装備
アーサーヘルム
物理的な攻撃から頭部を防護する特製ヘルメット。頭頂部がライダーを守るように伸びており、ライダーに対する忠誠心が表れていると言われている。
アーサーフリル
特殊コーティングによって耐久性が向上した銀色のフリル。
アーサーアーマー
特殊コーティングによって耐久性が向上した銀色の装甲。ステルス性にも優れる。
ライジングユニット
ビーストライガーの背部に搭載された武装ユニット。
A-Zアーサーランス
衝撃を一点に集中させて高い貫通力を誇る対ゾイド用ランス。四方に突き出たエッジがあり、振り下ろした時に強力な漸撃を加える。
A-Z機関砲
ライジングユニットの右側に装備された機関砲。
インパクトリボルバー
ライジングユニットの左側にある回転式弾倉。アーサーランス使用時にはランスに爆発的なエネルギーを与える。
クローガード
両前肢の爪に装備されたアーマー。敵への突撃時に爪への衝撃を軽減し、敵には強力な衝撃をピンポイントで与えることができる。
高性能放熱フィン
身体に蓄積された熱を瞬時に放出する部位。
スピアテイル
物理攻撃が可能な尻尾のアーマー。軽量化されて振り回しやすくなった。
劇中の活躍
ゾイドワイルド2
コロコロコミック2020年4月号と5月号に前後編で収録された『ゾイドワイルド2 ライガー・ジ・アーサー外伝』の主役機。ゼンダイ王国を代々守ってきた守護ゾイドとして同国の王子アーサー・ランスロットの相棒となる。
ゾイドワイルドバトルカードハンター
Z-03弾で実装。バトハン戦記において共和国軍シャイニングランス隊のリーダー・ウィルの乗機として登場する。
ライジングライガー 40TH
特殊部隊「40 TROOPERS OF HORIZON」仕様。

## ZW37 クワガノス
| クワガノス KUWAGANOS | クワガノス KUWAGANOS                                                    |
| -------------------- | ----------------------------------------------------------------------- |
| 番号                 | ZW37                                                                    |
| 所属                 | 共和国軍（ZERO）                                                        |
| 種族                 | クワガタムシ種                                                          |
| 骨格分類             | 6足虫骨格                                                               |
| サイズ／動力         | S型／ゼンマイ動力                                                       |
| 進化解放技           | ストーム・シザーズ                                                      |
| 発掘地域             | 大陸西部 森林地帯                                                       |
| 全長                 | 4.9m                                                                    |
| 全高                 | 2.0m                                                                    |
| 体重                 | 9.6t                                                                    |
| 最大スピード         | 212km/h                                                                 |
| IQ                   | 42                                                                      |
| ライダー             | ジェイク・ラモン（ZERO）                                                |
| 能力チャート表       | スピード 8 アタック 6 IQ 4 スタミナ 6 ディフェンス 5 ワイルドブラスト 6 |

巨木が生い茂るような森林地帯に生息しているクワガタムシ種のゾイド。クワーガから進化した亜種と考えられている。原種であるクワーガと比べると、樹液を体内に取り込んで結晶化する能力があることが最大の特徴である。この能力により生み出される「アンバー素材」は琥珀色の未知の金属で、敵ゾイドの装甲を易々と切り裂くアンバージョーや、飛行性能を高めるアンバーウイングなどを構成している。これらは損傷しても数分程度で回復するという自己修復能力まで有している。
進化解放技は、アンバーウイングを展開して高速で一気に相手との間合いを詰め、前方にせり出したアンバージョーで敵を切り裂くストーム・シザーズ。なお、能力チャート上ではワイルドブラスト値を含めてクワーガの上位機種的なステータス値になっており、パッケージなどの活躍イメージ図などでは進化解放技でスナイプテラを撃墜しているが、アニメでは攻撃に持ち込む前にスナイプテラに一方的に撃墜されている。
武装・装備
大顎
クワガタムシの特徴である大顎。敵ゾイドを挟み込む武器。
アンバージョー
アンバー素材で作られた第2の顎。進化解放時に大きく展開して、敵の装甲を切り裂く。
レーダー管
状況把握を行うために電波を発する頭上の器官。
レーダーアンテナ
レーダー管から発したレーダーの反射を受信するための頭部両側にある突起状のアンテナ。
ウイング
通常時の飛行で使用する羽。ステアリングに使用している。
アンバーウイング
アンバー素材で作られた羽。進化解放時に左右に展開して、飛行速度と旋回性能を向上させる。

劇中の活躍
ゾイドワイルドZERO
胴体下部にパワーライフル1門を装備した共和国軍仕様が第18話から登場。共和国待望の新型飛行ゾイドとして、秘密基地で極秘裏に発掘・開発が進められていた。これを妨害しようとした帝国軍クワーガ編隊の奇襲爆撃を受けるが、民間人のジェイクが急遽搭乗してこれを撃墜した。さらに、レオのライジングライガーを助けてドライパンサーの撃退にも成功している。その後は、共和国軍に大量配備されてキャノンブルやオメガレックスと交戦しているが、より飛行能力の高いスナイプテラには力及ばず多数が撃墜されている。

### クワガノスのバリエーション
拠点強襲攻撃仕様
復元の書の「ゾイド改造計画書」に掲載されている改造例。
大量の重火器を追加装備したクワガノス。ミサイルによる空爆で敵拠点の防空能力を破壊し、敵地に橋頭堡を確保した後は追加武装をパージして、近接戦闘に対応できる状態に切り替える。なお、重武装状態では着陸時の負荷に脚部が耐えられないため、補助的にランディングギア式の車輪も備える。

密林突撃仕様
復元の書の「ゾイド改造計画書」に掲載されている改造例。
大顎を増設して計6枚のクワを持つ改造仕様。森林地帯でのゲリラ戦を想定しており、迷彩塗装に加えてギリースーツのような偽装も施されている。火器としては頭頂部にパワーライフル1門を装備する。

クワガノスヘキサシザーズ
公式動画で紹介されたパーフェクトヒューマン片山による改造例。
バスターレーダーユニットのA-Z10連装マニューバミサイルポッドと、キットの余剰パーツであるクワガノス用のデュアルシザーズを装備する。ミサイルポッドで牽制砲撃を行い、追加したシザーズを含む強化された格闘戦能力で近接攻撃を仕掛ける。

## ZW38 オメガレックス
| オメガレックス OMEGA REX | オメガレックス OMEGA REX                                                                                    |
| ------------------------ | --- |
| 番号                     | ZW38 |
| 所属                     | 真帝国軍→合同軍（ZERO） レッドケルベロス（2） 帝国軍（バトハン戦記）                                        |
| 種族                     | ティラノサウルス種                                                                                          |
| 骨格分類                 | 2足巨大恐竜骨格                                                                                             |
| サイズ／動力             | XL型／モーター動力                                                                                          |
| 兵器解放技               | 荷電粒子砲                                                                                                  |
| 発掘地域                 | 大陸中央部 火山地帯                                                                                         |
| 全長                     | 12.3m |
| 全高                     | 6.5m |
| 体重                     | 161.4t |
| 最大スピード             | 165km/h |
| IQ                       | 114 |
| ライダー                 | ハンナ・メルビル（ZERO） フランク・ランド（ZERO） アルドリッジ（ZERO） ディアス（ZERO） ギャラガー13世（2） |
| 能力チャート表           | スピード 6 アタック 10 IQ 8 スタミナ 7 ディフェンス 8 ワイルドブラスト 10                                   |

ティラノサウルス種の巨大ゾイド。
長距離攻撃を行うために開発された兵器ゾイドで、ティラノウルス種の大型ゾイドのパワーを利用して体内で荷電粒子を生成することに成功している。兵器解放技でもある荷電粒子砲は、外気から取り込んだ特殊な粒子を体内で荷電粒子にエネルギー変換し、それを亜光速まで加速させて撃ち出す圧倒的威力を持つ兵器。荷電粒子砲は連射できないため次弾発射まではチャージ時間が生じるが、その間に敵に隙を晒さないために、両用速射砲や誘導ミサイルなどの重火器を複数搭載しており、結果的に全ゾイド中最強と言われる砲撃力（破壊力）を手に入れた。
なおアニメ『ゾイドワイルドZERO』では、リアルムービングキットより遥かに大きなゾイドとして設定されているほか、サリーから奪ったペンダントの力により荷電粒子砲を連射したり防御バリアを展開したりする能力まで持っている。ランドが搭乗した際に敗れた後に真帝国側についたジャミンガにより復活させられたときには荷電粒子砲が使用不能となっており、ミサイルも搭載されていなかったがジェノスピノのロングキャノンが搭載されていた。合同軍により倒された後は回収され、ペンダントに依存しない本来の仕様の荷電粒子砲を使うこととなる。
武装・装備
Z-Oバイザー
視界を抑制して兵器として制御するためのバイザー。
荷電粒子砲
口内に備える荷電粒子砲。荷電粒子を亜光速まで加速して発射する。その攻撃は対象を原子レベルで分解するため、物理的な装甲では防げないとされる。
対地対空両用速射砲
仰角を変えることで対地・対空に両用が可能な2門の速射砲。
A-Z3連誘導ミサイル
目標を自動追尾する大型ミサイル。3連装を2基装備している。
粒子強制吸入ファン
大気中から特殊な粒子を取り込むファン。この粒子を、体内でエネルギー変換・増幅することで荷電粒子砲のエネルギーとしている。荷電粒子砲発射時には上部に起き上がる構造になっている。アニメではこの下の部分にペンダントユニットを内蔵したジェネレーターパーツが取り付けられており、強大なエネルギーを供給すると共に頑強なバリアを発生させて吸入ファンを防護している。
集束シールド
荷電粒子砲発射時に、粒子の集束を行うためのシールド。通常は胴体側面に折りたたまれて盾の役目を果たすが、兵器解放で荷電粒子砲の発射態勢に入る時には前方に展開される。
エンパイアカーボンアーマー
帝国で開発された特殊炭素繊維を含有している装甲。耐衝撃性、耐熱性、ステルス性に優れる。
起動骨
腰部にあるゾイドに刺激を与える骨 。

劇中の活躍
ゾイドワイルドZERO
ジェノスピノと同様の超巨大ゾイドとしてラプス島から発掘される。デスレックスの突然変異種とされ、荷電粒子発生器官はゾイド自身が内包しているものの荷電粒子エネルギー生成時の負荷に耐えきれずに自滅してしまったとランド博士の推察した。当初ランドは、リジェネレーションキューブを組み込んで弱点を補おうとしていたが、サリーから奪取したペンダントを利用して世界各地に眠るキューブから無尽蔵にエネルギー供給をさせることで問題を完全に解決させた。
第24話ではハンナがテストパイロットとして乗り込んで起動し、復元が不完全な状態ながら外部接続されたペンダントによるバリアで共和国・帝国合同軍の総攻撃を跳ね返し、荷電粒子砲の威力を見せつけた。秘密基地で復元が完了したオメガレックスは、粒子強制吸入ファンの下にジェネレーターパーツを搭載。パーツ周辺部には、ライジングライガーやジェノスピノのワイルドブラストの直撃すら防ぐバリアが展開される。第29話では対決したジェノスピノに対しては優勢に戦って大きなダメージを負わせるが、集束シールドを破損したために一時撤退。第30話ではランド自らがライダーとなり、荷電粒子砲を使って海底から地下を掘り進んでネオゼネバスシティを奇襲。帝国軍防衛部隊を蹴散らし、帝国首都の移民船を射抜き、駆けつけたジェノスピノを激闘の末にトドメを刺す直前まで追い込んだ。ライジングライガーのグラビティキャノンによる狙撃も初弾には耐えたが、ボーマン博士の開発したデフレクターによりジェネレーターが機能停止し、エネルギー供給が止まったところで2発目のグラビティキャノンにより倒された。
真帝国基地へパイロット無しで自力で戻ってきた後、合同軍制圧のためにジャミンガの手により修復されて三度合同軍と対決。搭乗者はジャミンガの洗脳をも受け入れたアルドリッジで、荷電粒子砲は使えないものの格闘能力とロングキャノンで合同軍ゾイドを圧倒。しかし顎部分にある衝撃感知による自動停止機能を見抜かれロングバスターキャノンによる攻撃で活動を停止し、合同軍に回収され荷電粒子砲はペンダント装着時のようにノーリスクで連発はできないものの発射できるようになった。
ゼログライジスがランドとイレクトラ・ゲイトの手により復活し、謎の物体に包まれた際にはディアスが搭乗し、ギレルの搭乗するジェノスピノと共に現地に空輸され、ゾイドを石化させる光を放つゼロファントスに苦戦する合同軍の前線に登場。光の影響を全く受けずにゼロファントスを踏みつけ一撃で倒すなど存分に力を発揮し、ジェノスピノがジェノソーザーでゼログライジスを包む物体を切り裂いた後、荷電粒子砲で内部を破壊した。しかしゼログライジスは完全進化を遂げて現れ、圧倒的な力の前にジェノスピノ共々歯が立たず、連携による荷電粒子砲もグライジスコアに吸収され、そこから現れたリングが発生させる疑似ブラックホールにジェノスピノと共に吸い込まれてしまう。
ゾイドワイルド2
レッドケルベロスのギャラガー13世の乗機として登場。空輸により単機でキョートーのアキババラに出現、一般市民に対して無差別攻撃を開始する。駆けつけて来たカイのライジングライガーや三獣士と対決する。
同作における荷電粒子砲は、数百年前の古代技術により開発された「悪魔の雷」と呼ばれるほどの兵器で、国際条約で禁止されている。
ゾイドバトルカードハンター
Z-03弾で登場。『バトハン戦記』においてアダマン領域アドウ大陸でオメガレックスと思われるゾイドコア反応が発見される。共和国軍の調査隊より早く大規模な精鋭部隊を投入した帝国軍により、カルグン火山帯にて復元が開始される。目覚めたオメガレックスの荷電粒子砲は共和国軍を壊滅状態に追い込むが、シャイニングランス隊のライガー・ジ・アーサー（とプレイヤー）の活躍で洞窟に生き埋めになった。

### オメガレックスのバリエーション
移動要塞仕様
復元の書の「ゾイド改造計画書」に掲載されている改造例。
荷電粒子砲が完成する目処が立つ前に検討されていた荷電粒子砲非搭載型の武装プラン。最前線に攻撃要塞を持ち込むというコンセプトにより、荷電粒子砲非搭載ながらゾイド史上類例の無い重武装となっているゾイド。主砲となるのは背中の超高出力レーザー攻城砲1門で、それ以外にもA-Z2連装キャノン砲やA-Z対空速射砲、A-Z3連誘導ミサイルなど大小様々な火器を全身に満載している。カラーリングには、サンドイエローやブラウンなどが使われている。
空路進撃実験機
復元の書の「ゾイド改造計画書」に掲載されている改造例。
オメガレックスの飛行型試作実験機。航空機のような大型主翼には全天候型ハイパワーブースターを改造した航空用ターボエンジン4基を搭載、尻尾にも水平尾翼・垂直尾翼が付けられている。荷電粒子砲は広範囲の砲撃を想定した拡散型を装備する。全身が軍用輸送機のような緑・茶・灰の3色森林迷彩が施されており、地上潜伏時や飛行時に上方からの視認性を下げている。
ホワイトフォートレスVer.
コロコロコミック2020年3月号で応募抽選される限定版の白いオメガレックス。
対空装備迎撃仕様
「オペレーションZマニュアル Vol.1」に掲載されている改造例。
ダッシュブレイカーユニットにより対ソニックバード・対ライジングライガーを想定した改造機。追加兵装として、背中にA-Z対空速射砲とA-Z10連装マニューバミサイルポッド、粒子強制吸入ファンにA-Z対空4連装砲、両腕にオートソー、尾の先端に超電磁ブレードとボーンブレードを装備し、対空迎撃能力と近接戦闘能力を向上させている。また、従来装備の3連装誘導ミサイル（全6発）は背中から外されて、後頭部に前方に向けて2発、腰に後方に向けて4発を装備する。

## ZW39 ソニックバード
| ソニックバード SONIC BIRD | ソニックバード SONIC BIRD                                                |
| ------------------------- | ------------------------------------------------------------------------ |
| 番号                      | ZW38                                                                     |
| 所属                      | 共和国軍                                                                 |
| 種族                      | アーケオプテリクス種                                                     |
| 骨格分類                  |                                                                          |
| サイズ／動力              | M型／モーター動力                                                        |
| 進化解放技                | スカイスラッシュ                                                         |
| 発掘地域                  | 大陸内部 峡谷地帯                                                        |
| 全長                      | 8.9m                                                                     |
| 全高                      | 4.5m                                                                     |
| 体重                      | 39.8t                                                                    |
| 最大スピード              | 552km/h                                                                  |
| IQ                        | 120                                                                      |
| ライダー                  | ジェイク・ラモン（ZERO）                                                 |
| 能力チャート表            | スピード 10 アタック 7 IQ 8 スタミナ 5 ディフェンス 6 ワイルドブラスト 8 |

アーケオプテリクス種のゾイド。蒼剣の翼の異名を持つ飛行ゾイドで、制空権をスナイプテラから取り戻すべく開発された。背面のツインジェットエンジンと両翼のソニックウイングで大空を舞い、進化解放時は両翼から展開したA-Zウイングソードと尾翼左右に展開したラダーソードで敵を切り裂く。
武装・装備
クレストソード
頭部に左右一対装備する。敵ゾイドとのすれ違いざまにこれで切り裂く。
2連速射機関銃
腹部に装備。二つの砲口から乱射し牽制攻撃を行う。
ツインジェットエンジン
背部に装備。最大出力はスナイプテラのジェットエンジンの1.5倍以上を起こり、ソニックバードの長時間・長距離飛行を可能としている。
ソニックウイング
ソニックバードの主翼。軽量化が施されており、ハイスピードで急降下が可能なほど空気抵抗が少ない。進化解放時に展開するA-ZウイングソードはZ-チタニウム製となっており、鉄の10倍以上の硬度を誇っている。
スタビライザーウイング
空中での姿勢制御に使用する尾翼。ラダーソードが格納されており、これは展開時に向きを変えて高い旋回性能を生み出している。

### ソニックバードのバリエーション
ソニックバード レウス
『モンスターハンターシリーズ』20周年記念とのコラボ。リオレウスをベースとしている。

## ZW42 キルサイス
| キルサイス KILL SCYTHE | キルサイス KILL SCYTHE                                                  |
| ---------------------- | ----------------------------------------------------------------------- |
| 番号                   | ZW38                                                                    |
| 所属                   | 真帝国軍（ZERO）                                                        |
| 種族                   | カマキリ種                                                              |
| 骨格分類               |                                                                         |
| サイズ／動力           | S型／ゼンマイ動力                                                       |
| 兵器解放技             | キルクラッシュ                                                          |
| 発掘地域               | 大陸中央部 森林地帯                                                     |
| 全長                   | 4.2m                                                                    |
| 全高                   | 3.3m                                                                    |
| 体重                   | 9.2t                                                                    |
| 最大スピード           | 175km/h                                                                 |
| IQ                     | 90                                                                      |
| ライダー               |                                                                         |
| 能力チャート表         | スピード 6 アタック 7 IQ 6 スタミナ 5 ディフェンス 5 ワイルドブラスト 6 |

カマキリ種のゾイド。接近戦を得意とし、単体での攻撃力は弱いものの、集団攻撃では大型ゾイドであっても脅威となる。瀕死の重傷に陥ると腹部からタイムボムを敵に落とす。隊長機の命令で一斉に兵器解放すると敵にまとわりつき、電磁サイスやチェーンソーナイフで敵の装甲を切り裂く。
武装・装備
電磁サイス
前足のカマ。
タイムボム
腹部に装備。瀕死になると落とす時限爆弾で、一度張り付くととれない。キルサイスの化石はそのほとんどがタイムボムを落としてから埋まっているが、稀についたまま見つかるケースがあり、その際は発掘に細心の注意が必要とされる。
ツインレーダーアンテナ
触角。隊長機からの指令を受け取るためのアンテナ。
シールドウイング
背面の翅。敵の攻撃を防ぐシールドにもなり、軽量で強度がある。キルサイスの飛行時には展開される。
スモークディスチャージャー
腹部に装備。煙幕を発生させ、敵の視界を遮る。
チェーンソーナイフ
シールドウイングの下に隠れているアームの先端に備え付けられた武器。
兵器解放時に展開し、敵機を切り裂く。

### キルサイスのバリエーション
ジャイアンサイス装備仕様
復元の書の「ゾイド改造計画書」に掲載されている改造例。背部に装備したA-Z超電磁ブレードを巨大なカマとして使う接近戦特化の改造プラン。両腕のカマの先端にはチェーンソーが追加装備されており、大型ゾイド部隊にとりつき装甲を切断、敵機体の防御力を下げ主力部隊をかく乱させる役割を持たせる計画だったとされる。
砲撃支援仕様
復元の書の「ゾイド改造計画書」に掲載されている改造例。背部に装備したA-Z2連装キャノン砲で後方支援を行う改造プラン。通常仕様のキルサイスには重火器が装備されていないことから、接近戦を仕掛けている同仕様の機体を敵の砲撃から守る目的で計画されていた。

## ZW43 ゼロファントス
| ゼロファントス ZERO PHANTOTH | ゼロファントス ZERO PHANTOTH                                            |
| ---------------------------- | ----------------------------------------------------------------------- |
| 番号                         | ZW44                                                                    |
| 所属                         |                                                                         |
| 種族                         | ゾウ種                                                                  |
| 骨格分類                     |                                                                         |
| サイズ／動力                 | M型／モーター動力                                                       |
| 原始解放技                   | 破滅爆裂弾(ディゾルボム)                                                |
| 発掘地域                     | 大陸北西部 地下神殿                                                     |
| 全長                         | 6.7m                                                                    |
| 全高                         | 5.0m                                                                    |
| 体重                         | 59.0t                                                                   |
| 最大スピード                 | 138km/h                                                                 |
| IQ                           | 149                                                                     |
| ライダー                     | デニス・ニールセン(ゾイドワイルドZERO)                                  |
| 能力チャート表               | スピード 5 アタック 8 IQ 9 スタミナ 6 ディフェンス 9 ワイルドブラスト 8 |

『古の魔弾機』の異名を持つ、地下神殿より発掘されたゾウ種のゾイド。ボーンフレームのない四肢を持ち、外装全身のリアクターラインにバイオアシッドが循環し明滅する特徴を持つ。それまで偶然発掘した人類によって幾度か試掘はされたが、その作業中にバイオアシッドの毒によって落命するものが続出したことから「禁忌のゾイド」と恐れられていた。地球外ゾイドの一種とされている。
武装・装備
アイブレイン
ゼロファントスの眼で、ゾイドコアと直結した無数の眼球によって広範囲視野を持っている。
AZアンカーファング
ゼロファントスの牙。貫通力が高く、先端部は返しのついた射出式のアンカーとなっている。
パワーノーズ
鼻部。重いものを持ち上げたり投げることに特化しており、先端にはセンサー機能を持つことから、狙った場所に投げることに長けている。
マインドホーン
頭頂部に備える。敵のゾイドを操る電波を発生させる器官。
リアクターライン
全身に流れるバイオアシッドが表面上に浮き出た部分。機動力の向上や士気の高揚に応じて発光する。
ヴェノムタンク
背部に装備。バイオアシッドを一時的に貯蔵する装置。
スリングボムマガジン
背部に装備。A-Zスリングボムの容器。
A-Zスリングボム
スリングボムマガジンに収納される大型の弾体で、外殻内の空洞に強酸性の体液を注入する。用途に合わせてさまざまなボムが存在する。原始解放技（ゼロブラスト）の破滅爆裂弾(ディゾルボム)はこれを投擲し、猛毒を散布し敵を腐食させる。
イヤーシールド
物理攻撃や砲撃をはじき返すことが可能な耳部。
コアリアクター
腹部に備える。バイオアシッドの循環を活性化させるポンプの役割を持つ。

### ゼロファントスのバリエーション
重武装砲撃仕様
ZW43ゼロファントスに付属する復元の書に掲載。帝国軍がその存在や戦力を見誤っていた時期に戦力化を目論んでいたプラン。背面のスリングボムマガジンを巨大な砲塔に換装し、遠距離砲撃に特化。さらに全身は重装甲化されており、防御力も大幅に向上している。
掘削運搬仕様
ZW43ゼロファントスに付属する復元の書に掲載。神殿一帯のゾイド復活とその進捗促進のために計画された機体で、アイブレインは暗視スコープとなり牙や鼻の先端はドリル化している。また、全身や尻尾に装着した鋭いスパイクによって強固な岩盤を粉砕する。発掘した遺物はドリルを外した鼻から掴んで背部の荷台に乗せ運搬される。
ゼロファントス(帝国仕様)
アニメ『ゾイドワイルド戦記』および、ホビージャパン掲載ストーリー『ゾイドワイルド戦記外伝』に登場。
鹵獲したゼロファントスを改造して制御下に置いた機体。Z-Oバイザーが取り付けられており、制御中枢であるイレクトラを守るようにプログラムされていたかつてのゼロファントスをパイロットを守るように認識する改造が施されている。

## ZW44 ゼログライジス
| ゼログライジス ZERO GRIZIS | ゼログライジス ZERO GRIZIS                                                  |
| -------------------------- | --------------------------------------------------------------------------- |
| 番号                       | ZW44                                                                        |
| 所属                       |                                                                             |
| 種族                       | ギガノトサウルス種                                                          |
| 骨格分類                   |                                                                             |
| サイズ／動力               | XL型／モーター動力                                                          |
| 原始解放技                 | Zi・END(ジ・エンド)                                                         |
| 発掘地域                   |                                                                             |
| 全長                       | 15.5m                                                                       |
| 全高                       | 9.8m                                                                        |
| 体重                       | 220.0t                                                                      |
| 最大スピード               | 158km/h                                                                     |
| IQ                         | 152                                                                         |
| ライダー                   | フランク・ランド(ゾイドワイルドZERO) デイビス・マイルス(ゾイドワイルド2)    |
| 能力チャート表             | スピード 6 アタック 10 IQ 10 スタミナ 10 ディフェンス 8 ワイルドブラスト 10 |

古の皇帝龍の異名を持つギガノトサウルス種のゾイド。地下神殿の地中奥深くより出現した超巨大ゾイドで、ゼロファントスと同様にアーマーとボーンが一体化した構造と機体液（バイオアシッド）を循環させるリアクターラインを持つ。人類よりも高度な知能を有しているともされる。
設定面では地球で生まれた他のゾイドワイルドシリーズのゾイドとは出自が異なるとされており、タカラトミー側の担当である高橋久直によれば、全身に存在するエンブレムは『ゾイド』の第1期シリーズや第2期シリーズで登場したゼネバス帝国のものであり、何らかの形で地球へと移動してきたゾイドであると語っている。一方で、タカラトミーの広報によれば、『ZOIDS concept art』の世界観において、ゼログライジスはデスザウラーやギルベイダーのように惑星ゾイドの液体金属湖より生まれた無敵生命体の一つとされている。また、アニメ『ゾイドワイルド ZERO』では惑星Ziの物とは異なるゾイド因子を持った地球外のゾイドであり、作中から6,500万年前に地球へと飛来したゾイドコアによりゼロファントスととも発生し、同作中の恐竜を絶滅させたゾイドとする説も存在するとしている。ただし、同作の第44話の予告では別の宇宙から訪れたゾイドとも言及されている。
アニメ作品では『ゾイドワイルドZERO』や『ゾイドワイルド戦記』にて登場した。漫画『ゾイドワイルド2』においては古代ゾイド人に憑依されたデイビス・マイルスが起動させ、激戦の末に宇宙へと追放されている。
武装・装備
ゾイド因子吸引装置
口腔内に存在する。周辺のゾイド因子を吸収し、グライジス・コアのエネルギーへと変換する。
マインドホーン
後頭部に装備しており、電波によって他のゾイドを操ることができる。
アイブレイン
コアと直結した無数の眼球が配置されており、全方位を見渡すことが可能。
インテグレイションアーマー
骨格と一体化したアーマー。
Gグラップクロ―
掌から重力を発生させ、掴んだ敵を鋭い爪とともに潰すことができる。
リアクターライン
機体液であるバイオアシッドが表面に浮き出た部分。機動力の上昇や士気が高揚した際は紫色に発光する。
テイルレーザー
尾部に装備。7門のレーザー砲。
3連ビーム砲
背部に装備。横一列に同時に発射するビーム砲。
ドーサルキャノン
背部に装備。強力な指向性エネルギー兵器であり、発射した光線が敵を自動追尾する。
インフィニティミサイル
背部に装備。脳波でコントロールする実体の誘導ミサイルであり、体内で無限に生成可能。状況に応じて数量と数量が変化する。
コアリアクター
下腹部に装備。体内のバイオアシッドを循環させるポンプとしての役割を持つ。
グライジス・コア
腹部に内蔵されている。攻撃されたゾイドはコアを失う古代兵器となる。ここから放たれるZi・ENDは周囲のゾイド因子を吸入し臨界点到達後に発射するもので、数百のゾイドを同時に葬る威力を持っている。アニメ『ゾイドワイルド戦記』では、この部位を集中攻撃されると一時的に機能停止する弱点としても描かれていた。

### ゼログライジスのバリエーション
フルウェポン仕様
ZW44 ゼログライジス付属の復元の書に掲載。ゼログライジスが倒した敵ゾイドの武器を強奪・装着した姿で、バイオアシッドが通常よりも増加し機体色も黒鉄色となっている。戦闘力も向上しているが、バイオアシッドの作用によって武器が腐食するため、定期的に交換しなければならない。

## ZW45 バーニングライガー
| バーニングライガー BURNING LIGER | バーニングライガー BURNING LIGER                                                                                   |
| -------------------------------- | --- |
| 番号                             | ZW45 |
| 所属                             | 帝国軍 |
| 種族                             | ライオン種 |
| 骨格分類                         | |
| サイズ／動力                     | M型／モーター動力                                                                                                  |
| 発掘地域                         | |
| 全長                             | 9.2m |
| 全高                             | 3.9m |
| 全幅                             | 3.0m |
| 体重                             | 42.0t |
| 最大速度                         | 215km/h |
| ライダー                         | ブレイズ・ジュール(ゾイドワイルド戦記) ポーラ・プリッツ(ゾイドワイルド戦記) ハンス・シュテイン(ゾイドワイルド戦記) |

ライオン種の中型ゾイドで、共和国新型ゾイドに対抗するため開発された。全身軽装甲化されたボディーフレームを持ち、Z-Oバイザーによってゾイドの持つ力をライダーのタイミングで引き出すことができる。また、四肢のパワーによって軽快なステップを使い戦う。コアのエネルギーを変換し武器の動力源とするCDS（コアドライブシステム）を備えた初の帝国ゾイドとなる。アニメ『ゾイドワイルド戦記』では帝国軍が復元した地球外ゾイドとして描かれ、主に3機一組の編成で活躍している。漫画『ゾイドワイルド2+』においては他の惑星から地球に訪れ、人間の手で人語発声機能を組み込まれる。最終的にはゼノセックスと交戦し、そのメッセージを受け取り戦闘が続く元の惑星へと帰還した。
武装・装備
メインプロテクター
頭頂部のタテガミ状アーマー。攻撃からライダーを保護するため、内部フレームが補強されている。
ガーディアンシェル
バーニングライガーのコクピット。頑丈な装甲版が備えてあり、メインプロテクターとともにライダーを二重に防護する。
2連ビームガン
頭部左右、に装備される小型の2連砲で、プラズマ弾を発射する。
レーザーファング
バーニングライガーの牙。高周波振動により貫通力が向上する。
小型格納式ミサイル
前脚部に装備。牽制に使用するもので、低姿勢での使用に適する。
ソードオフショットガン
前脚肩部に装備。共和国ゾイドの脚部を狙うため装備されたもので、銃身は短い。
ブラウクロ―
バーニングライガーの爪部。切り裂き攻撃や重いパンチを繰り出すことが可能。敵ゾイドに衝撃を加えるため、より改造が加えられた部位。アニメ『ゾイドワイルド戦記』では、CDS使用後にこの部位を発光させる場面もみられる。
コアドライブ端子
背部に装備。ゾイドコアからのエネルギーをCDW（コアドライブウエポン）に伝えるための端子。
CDW（コアドライブウエポン）接続レール
背部に装備。コアドライブウエポン着脱を円滑に行うためのレールで、帝国の共通規格。
ウィップテイル
機体のバランス制御のための尾。鞭としての攻撃も可能。
バックブースター
背部に装備。走行時に速度向上や攻撃回避の補助に使用される。腰部にも装備可能。
デュアルセンサー
ウィップテイル先端に装備。敵の位置や周囲の状況を立体的に捕捉する。
パワーシリンダー
四肢に装備。走行時の衝撃を吸収し、戦闘時には軽快なステップなクイックターンを補助する。
ハイドミサイルポッド
後脚に装備。左右斜め後方に発射し、フレアとして活用する。
格納式誘導ミサイル
後脚に装備。前方に向けて熱源追尾のミサイルを発射する。
パワーアクシス
脚部に装備。ブラウクロ―の打撃やグリップを支える軸制御装置。

### バーニングライガーのバリエーション
レジェンドブルー
2020年のキャンペーン『バーニングライガーVSゼノレックス超対決キャンペーン』、『ゾイドワイルド戦記外伝』にて登場。
『ゾイドワイルド戦記外伝』ではバーニングライガーの同型種を共和国が先行して発掘したものとして登場し、Zキャップも赤色に交換され、頭部にはZ-Oバイザーを持たない（作例では装備状態のものも用意されたが、未使用となった）。後にゼノレックス用のシザースユニットを装着した形態となっている。

## ZW52 ゼノレックス
| ゼノレックス XENO REX | ゼノレックス XENO REX                                                     |
| --------------------- | ------------------------------------------------------------------------- |
| 番号                  | ZW52                                                                      |
| 所属                  | 共和国軍                                                                  |
| 種族                  | ティラノサウルス種                                                        |
| 骨格分類              |                                                                           |
| サイズ／動力          | M型／モーター動力                                                         |
| 発掘地域              |                                                                           |
| 全長                  | 9.8m                                                                      |
| 全高                  | 4.9m                                                                      |
| 全幅                  | 3.1m                                                                      |
| 体重                  | 45.0t                                                                     |
| 最大速度              | 200km/h                                                                   |
| ライダー              | リューク・ストレイカー(ゾイドワイルド戦記) 絶斗テツロー(ゾイドワイルド2+) |

CDS（コアドライブシステム）に対応したゾイドで、ライダーのシンクロやコアの刺激によってエネルギーが増大する力を持っている。爪や牙、尾による肉弾戦を得意としており、さらにはシンクロ時のエネルギー増大を生かしたXEVS（ゼノエボリューションシステム）を持っている。これはゾイドコアのエネルギーを活用することでゼノレックスを急成長・巨大化させるもので、ゼノレックスのデータバンクには装備の記録も残されており、そこから専用装備であるバスターユニットやシザースユニットも開発されている。それらの装備を身に着けた状態は巨大化換装と呼ばれ、ライダーのシンクロ率が一定を超えると装備や戦法に合わせて機体色まで変化する。アニメ『ゾイドワイルド戦記』ではバーニングライガーと同様に発掘された地球外ゾイドの一種であることが言及され、巨大化換装の際には母艦からビームが照射され、ゼノレックス周囲に装備が発生している。
武装・装備
プロテクションキャノピー
ライダーを保護する装甲で、有視界によりライダーとゾイドの一体感を高めている。
コネクティングレーダー
ゼノレックスの鼻先部に存在。正面の索敵や追加装備のコネクターを兼ねる。
レーザーバイトファング
ゼノレックスの牙部。レーザー発振によってゾイドの装甲を切り裂き、顎のパワーで敵を粉砕する。
マルチハンド
ゼノレックスの前脚部に装備。精密動作が可能。
スマッシュテイル
ゼノレックスの尾。鞭のようにしなり相手を吹き飛ばすだけでなく、先端には金属製のブレードが装備されている。
ストライクヘヴィクロー
後脚に装備。全身を支えるとともに敵を粉砕する爪。
リィンフォースシリンダー
後脚に装備。ゾイドコアの強力なエネルギーを利用し、パワーを強化する。
強制冷却装置
強大なパワーと引き換えに発熱するボディを冷却するため、全身に配置されている。
マルチコネクターユニット
背部に装備。装備搭載用のコネクターで、大型ジョイントによりエネルギーを装備に伝達する。
ゾイド因子コンバーター
腰部に装備。ゾイド因子を大気中から取り込み、ゾイドコアのエネルギー制御用に変換する。

### ゼノレックスのバリエーション
汎用獣型決戦兵器ゼノレックス試験初号機
『新世紀エヴァンゲリオン』30周年記念とのコラボ。エヴァンゲリオン初号機をモチーフとしている。
汎用獣型決戦兵器ゼノレックス正規実用型2号機
『新世紀エヴァンゲリオン』30周年記念とのコラボ。エヴァンゲリオン2号機をモチーフとしている。